# 香港賽馬會
香港賽馬會（英語：The Royal Hong Kong Jockey Club；簡稱：賽馬會、馬會），1960年至1996年間稱英皇御准香港賽馬會（英語：The Hong Kong Jockey Club），是香港一家於1884年11月4日成立的非牟利保證有限公司，負責提供賽馬運動、体育运动及博彩娛樂，為全球規模最大的賽馬機構之一。香港賽馬會由香港政府批准，獨家經營香港賽馬、六合彩及海外體育運動賽事博彩。
香港賽馬會是香港最大的單一納稅機構，同時為香港主要僱主之一，其慈善信託基金也位列全球十大慈善捐助機構。

## 目標
致力提供世界最高水平的賽馬活動、體育運動及博彩娛樂，同時維持全港最大慈善公益資助機構的地位。

## 歷史
香港賽馬會於1884年11月4日成立，創會會員共有34名（包括遮打），初期的賽馬活動為業餘性質。1971年以後，香港賽馬轉為職業活動。現時賽馬會每年舉辦超過800場賽事，分別於跑馬地及沙田馬場舉行。除了於馬場內投注外，馬會亦接受場外、電話及自助終端機投注，現有超過100家場外投注站，及超過100萬個電話投注戶口。
2001年至2002年的馬季內，馬會有1,144名馬主、24名練馬師、35名騎師及1,435匹競賽馬匹。
2023至2024年度賽馬總投注額為1,347億港元，同時回饋社會401億港元（當中包括總額達299億港元的博彩稅、利得稅和獎券基金撥款，以及102億港元已審批慈善捐款）。馬會收益扣除營運開支後所得盈餘，交由屬下的香港賽馬會慈善信託基金管理，主要用作體育、文娛、教育、社會服務、醫療方面用途。

1997年以後，馬會的投注額明顯下降，原因可能與香港經濟情況轉壞有關。2002年，在馬會的鼓勵下，香港政府通過法例，仿傚澳門禁止在香港接受跨境賭博。任何人在香港投注境外的賭博亦被列為刑事罪行，會被香港警方重罰。2003年起，馬會獲准接受海外足球賽事的投注，即足智彩。2005年與澳門賽馬會簽訂協議，容許澳門賽馬會在澳門接受香港賽馬投注。馬會亦正與特區政府商討，把繳納的博彩稅改為以利得稅形式計算。

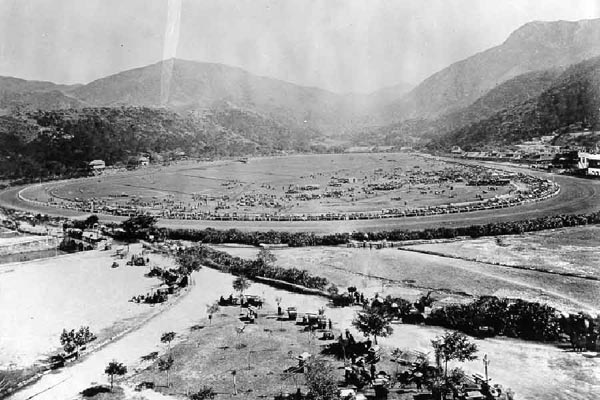
1873年的跑馬地馬場
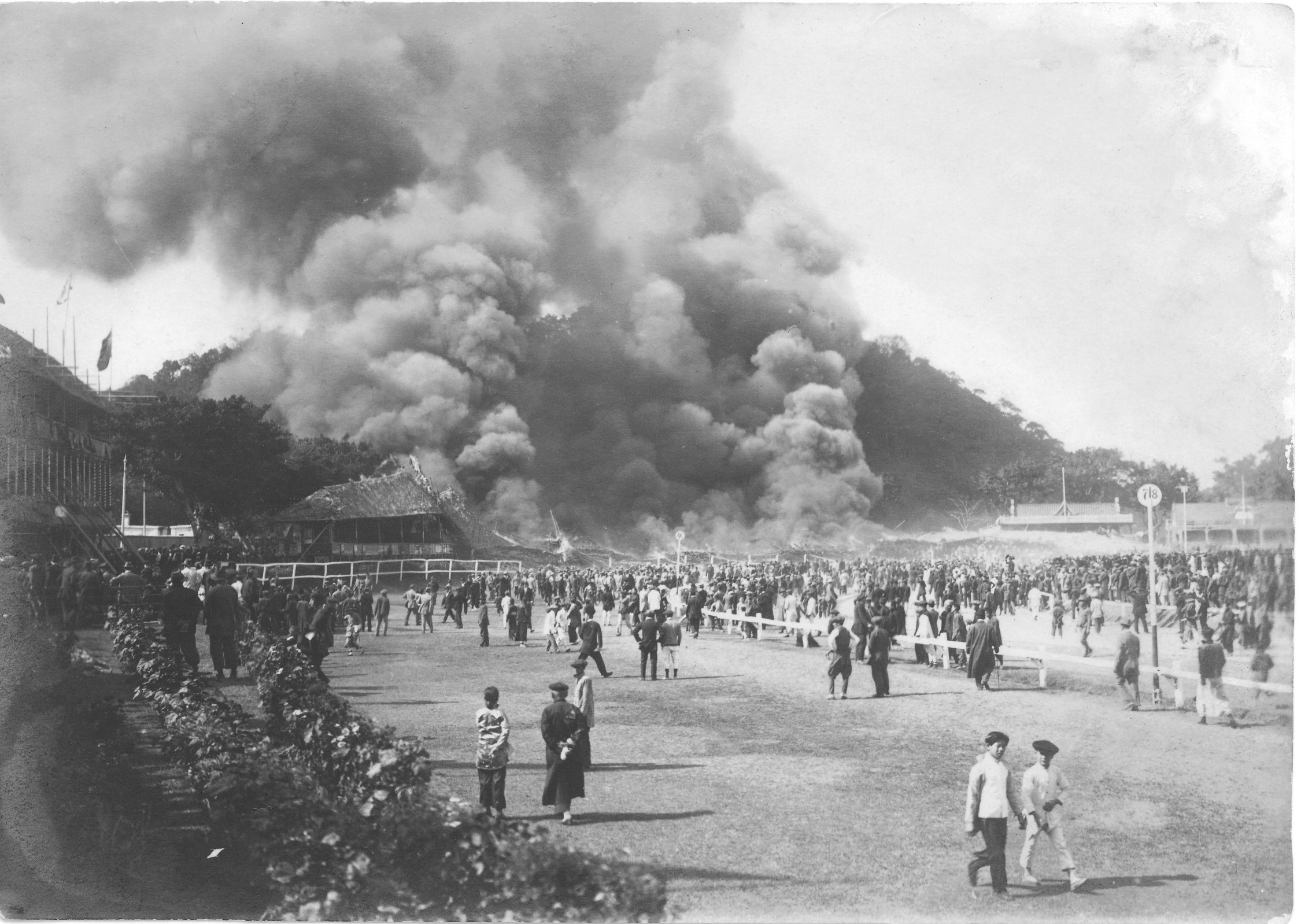
1918年的跑馬地馬場大火

在2023年1月，当行政會議召集人葉劉淑儀提议增加赛马会足球博彩收入税后，赛马会表示这一举措将“摧毁”其商业模式并危及公众利益。在2023年2月，财政司司长陈茂波增加了足球博彩税后，陈说：“他们可以有他们的反应，而我们将做我们应该做的事情。”

## 大事年表
| 年份                    | 事件 |
| ----------------------- | --- |
| 1846年                  | 首次於香港島的跑馬地馬場（即快活谷馬場）舉行香港賽馬運動。當時跑馬地為沼澤，是全港惟一平坦土地。賽馬運動每年舉行一次。 |
| 1884年11月4日           | 香港賽馬會成立。 |
| 1891年                  | 香港開始正式舉辦賽馬博彩活動。 |
| 1914年                  | 香港賽馬會開始參與慈善事業。 |
| 1918年2月26日           | 跑馬地馬場大火。 |
| 1927年                  | 在香港總督金文泰授意下馬會吸納華裔會員，首批華人會員為著名買辦何甘棠及容顯龍兩人。 |
| 1931年                  | 跑馬地馬場首兩座三層高的永久看台落成。之後看台分別再於1957年、1969年擴建。 |
| 1942年4月               | 香港日佔時期，香港佔領地總督部將「香港賽馬會」正式改名為「香港競馬會」（英語：Hong Kong Race Club），跑馬地馬場亦更名為「青葉峽競馬場」。 |
| 1945年                  | 香港重光後，香港政府將「香港競馬會」復名為「香港賽馬會」，「青葉峽競馬場」亦復名為「跑馬地馬場」。 |
| 1954年1月22日           | 首屆董事盃於跑馬地馬場舉行。 |
| 1960年                  | 英女皇伊利沙伯二世授予「香港賽馬會」皇家稱號，馬會正式更名為「英皇御准香港賽馬會」（英語：The Royal Hong Kong Jockey Club），同年成為亞洲賽馬會議創會成員。 |
| 1960年代末              | 發生毒馬案，多匹馬中砒霜毒腹瀉甚至死亡，騎師彭利來及數名馬房員工被捕入獄，事件促使馬會推行職業賽馬。 |
| 1970年                  | 馬會開辦見習騎師訓練班，6屆香港冠軍騎師兼現任練馬師告東尼為首批學員之一。 |
| 1971年                  | 英皇御准香港賽馬轉為職業運動。 |
| 1973年                  | 政府為打擊非法外圍賭馬及增加博彩稅收入，授權馬會接受場外投注。同年10月17日開辦沙地夜賽。 |
| 1974年4月20日           | 成立首6家場外投注處，並於同年10月12日開始接受電話投注。 |
| 1975年                  | 受託接受六合彩投注。 |
| 1975年5月5日            | 英女皇伊利沙伯二世首次訪問香港，並親臨跑馬地馬場為首屆女皇盃頒獎。 |
| 1977年                  | 馬會停止發行「大馬票」，象徵六合彩已經全面盛行。 |
| 1978年10月7日           | 沙田馬場啟用，當時只有一座可容納35,000名觀眾的看台；同日舉行首屆沙田錦標；馬會首次批准麗的電視直播全日所有賽事。 |
| 1978年11月26日          | 沙田馬場舉行首次星期日賽馬。 |
| 1978年12月              | 主辦亞洲賽馬會議及騎師邀請賽。 |
| 1979年                  | 馬會推出自購馬計劃，馬主可自行選購曾出賽馬匹運來香港服役，並停止配售高價曾出賽馬，1980年香港打吡大賽冠軍「嘉瑞」為首批自購馬之一。 |
| 1980年                  | 跑馬地馬場於2月19日農曆新年賽馬後進行多項提升設施工程，包括擴建看台、改建其中一座建築物成聯合看台、於行政大樓及草地跑道安裝泛光燈、將木欄更換成鋁欄及更換跑道上之草皮。除聯合看台外，其餘工程於12月完成。施工期間晨操如常進行，賽事則移師沙田馬場舉行。跑馬地賽事於12月13日恢復，12月23日舉行首次草地夜賽。 |
| 1980年5月18日           | 香港冠軍暨遮打盃首次於沙田馬場舉行。 |
| 1981年5月13日           | 跑馬地馬場聯合看台啟用。 |
| 1981年10月3日           | 跑馬地馬場發生香港賽馬史上至今唯一的馬匹被調包事件，原定於當日第五場出賽之馬匹『鴻駒』之馬伕誤將原於第七場才上陣之另一匹馬『勝驥』當作『鴻駒』拉往馬場，結果落第而回，『勝驥』則退出第七場。事後涉事馬伕引咎辭職，『鴻駒』之練馬師屈雅達被判罰2萬元，馬會此後於所有馬匹身上印上編號以茲識別。 （页面存档备份，存于） |
| 1982年1月               | 開始試辦雙邊投注服務，馬迷可於賽馬日進入另一個馬場觀看賽事直播及投注，同年9月正式推行, 入場人數上限為2萬人。 |
| 1983年                  | 投注系統全面電腦化。 |
| 1984年                  | 馬會百週年紀念，沙田馬場於11月及12月舉行首屆百週年紀念盃和百週年紀念銀瓶；香港郵政署特別發行一套四款的馬會百週年紀念郵票。 |
| 1985年11月9日           | 沙田馬場第二座看台啟用，兩座看台可容納80,000名觀眾。 |
| 1986年2月20日           | 廉政公署偵破造馬案，逮捕了多名馬主、練馬師及騎師，指他們涉嫌行賄、受賄及於賽馬博彩中行騙，包括提供利益誘使騎師不盡力策騎其馬匹、意圖以不正當手法影響賽馬結果。多名練馬師及騎師被停牌，3名騎師包括譚文就、陳毓培及黃潤生被判入獄；馬主兼商人楊元龍被判監2年，但因健康理由獲准緩刑2年，罰款530萬元。練馬師艾驊思被判監1年, 但因健康理由獲准緩刑2年，須繳交罰款30萬元, 並被馬會停牌, 其馬房由甘光達接管。另外鄭棣池也被馬會停牌, 羅國洲接管其馬房。 |
| 1986年10月22日          | 英女皇伊利沙伯二世第二度訪港並親臨沙田馬場再次為女皇盃頒獎。 |
| 1987年                  | 馬會於沙田馬場草地跑道舊彎內圍興建新彎跑道，並於新跑道試用沙網草，11月22日舉行新跑道首次賽事，結果證明沙網草疏水能力較強，能抵禦豪雨，故馬會其後亦於沙田馬場草地跑道其餘部份和跑馬地馬場草地跑道使用該種草。新彎跑道其後因重置泥地2000米起步點而取消。 |
| 1987年夏季              | 為方便管理馬匹和人員，以及使所有馬匹能利用同一設施，馬會決定將跑馬地餘下4個馬房，包括陳毓麟、吳志林、王兆旦和甘光達，遷至沙田馬場。跑馬地馬場最後一次晨操於5月29日舉行，甘光達馬房之『優惠利率』成為最後一匹出操馬，馬會隨後於跑馬地會所4樓六化郎餐廳舉行盛大早餐派對紀念此歷史時刻，搬遷工作其後於7月底分4天進行。山光道只保留一座賽馬日出賽馬馬房，其餘則被拆卸，原址地皮興建新會所，於1992年11月12日啟用。 |
| 1987-1989年             | 跑馬地馬場公眾看台分階段進行擴建，現時看台及中場席可容納55,000人。 |
| 1988年1月24日           | 首次舉辦香港國際賽事，6匹星馬名駒來港參加；同年開始使用投注寶（自助投注終端機）。 |
| 1989年1月15日           | 見習騎師羅德權策騎由王登平訓練的『龍脈』出賽時故意跳下馬背。牌照小組其後就此事展開研訊, 儘管羅聲稱因腳踏鬆脫而跳下馬自衛，但牌照小組考慮到其過往亦有類似墮馬記錄, 認為其不勝任策騎，決定收回其牌照。 （页面存档备份，存于）。 |
| 1989年3月25及27日       | 沙田馬場首次舉行復活節賽馬。 |
| 1989年夏季              | 兩個馬場之沙地跑道被舖上安妥膠，其後跑馬地之跑道於1995年被拆除，沙田之安妥膠則於1996年被美國設計的泥地材料取代，成分包含沙粒、粉沙、黏土和有機物質。 |
| 1989年                  | 馬會推出自購新馬計劃，馬主可自行選購未出賽馬匹運來香港服役，配售新馬數目開始逐步減少，三冠馬王兼1991年香港打吡大賽及香港邀請盃冠軍「翠河」為首批自購新馬之一。 |
| 1989年10月21日          | 首次轉播及受注海外賽事，第一場為澳洲考菲爾德盃。 |
| 1990年                  | 馬會原欲計劃仿效外國，授權超級巿場及便利店售賣六合彩彩票，惟受到由反賭博團體組成並由前市政局議員莫應帆牽頭之大聯盟反對而擱置該計劃。 |
| 1991年2月17日           | 首次於跑馬地馬場舉行星期日賽馬，亦是該馬場至今最後一次農曆新年賽馬。 |
| 1991年                  | 引入分級賽制度。 |
| 1991年12月              | 再度主辦亞洲賽馬會議及騎師邀請賽。 |
| 1992年2月6日            | 沙田馬場首次舉行農曆新年賽馬。 |
| 1992年11月-12月         | 因大批馬匹感染過濾性病毒，賽馬一度停止；原定於12月舉行的香港國際賽事延至翌年4月舉行;『翠河』及『娛樂之皇』等名駒曾獲安排到跑馬地馬場接受隔離及進行操練。 |
| 1993年                  | 香港邀請盃列為國際三級賽，為香港首項國際級際賽；香港國際賽事同年於4月及12月舉行兩屆；日本馬匹首次參賽。 |
| 1993年5月22日           | 沙田馬場舉行首次草地夜賽。 |
| 1993年11月10日          | 跑馬地馬場舉行首場本地級際賽(三級)跑馬地錦標，馬王『及時而出』及『翠河』首次於該馬場出賽。 |
| 1993年                  | 馬會撥款30億港元創立「英皇御准香港賽馬會慈善信託基金」，專責慈善捐款的管理分配和運營。 |
| 1994年1月1日            | 沙田馬場首次舉行元旦新年賽馬。 |
| 1994年                  | 香港邀請盃列為國際二級賽，香港邀請碗列為國際三級賽，同年首次舉辦香港瓶。 |
| 1994年10月22日及11月1日 | 香港馬王『翠河』應邀出戰澳洲覺士盾及墨爾本盃，成為首匹香港賽駒角逐此兩項國際一級賽。 |
| 1995年4月1日            | 女皇盃首次開放予海外馬匹參加。 |
| 1995年                  | 為改建跑馬地馬場跑道，馬會與香港足球會達成交換土地協議，協助對方拆卸及重建會所及球場。馬場由2月尾起開始重建，所有賽事移師沙田馬場舉行，安妥膠跑道被拆除，成為一個世界級的全草地馬場，原行政大樓被清拆，原址興建馬房彎露台及香港賽馬博物館。新行政大樓則建在舊港會球場土地上。工程於1996年11月完成，11月25日舉行新跑道首次賽事。 |
| 1995年12月              | 馬會首次於香港舉辦國際馬匹拍賣會，馬主無需離港購買馬匹。 |
| 1996年                  | 馬會移交原皇家香港軍團（義勇軍）總部部分用地作擴建用途。 |
| 1996年4月1日            | 黃至剛成為香港賽馬會首位華人行政總裁。 |
| 1996年7月1日            | 因應翌年香港回歸中國，「英皇御准香港賽馬會」改回原名「香港賽馬會」，並採用石汉瑞設計的現行會徽。 |
| 1996年12月4日           | 位於跑馬地馬場旁的香港賽馬博物館開幕。 |
| 1997年初                | 廉政公署再度偵破造馬案，逮捕了37名馬主、練馬師及騎師，指他們涉嫌行賄、受賄及於賽馬博彩中行騙，包括提供利益誘使騎師於數場騎師條件限制賽不盡力策騎其馬匹、意圖以不正當手法影響賽馬結果。多名練馬師及騎師被停牌，騎師錢健明被判入獄3年半；商人吳兆秋起初在區域法院被定罪判監，但及後資深大律師王正宇為吳以見習騎師沒有與賽馬會簽約而不是馬會僱員及公職人員為由向終審法院上訴得直獲釋。事件促使馬會取消騎師條件限制賽及見習騎師與練馬師簽約之安排，要求見習騎師直接與馬會簽訂僱傭合約，再由馬會委派往指定馬房受訓，堵塞漏洞。練馬師梁錫麟及陳柏鴻被停牌，其馬房分別由李立細及呂健威接管。 |
| 1998年                  | 首次舉辦國際騎師錦標賽。 |
| 1999年                  | 香港盃獲得國際一級賽資格，為香港第一項國際一級賽賽馬賽事，亦成為世界錦標巡迴賽壓軸戰；同年香港國際碗改名為香港一哩錦標，並首次開辦香港短途錦標。 |
| 1999年9月6日            | 法國籍練馬師賓康因使用禁藥而被馬會吊銷牌照 |
| 2000年1月1日            | 舉辦「香港千禧盃」，為全球進入21世紀的第一場賽馬賽事。 |
| 2003年                  | 政府為打擊非法外圍賭波及增加博彩稅收入，授權馬會接受海外足球賽事投注，8月開始接受足智彩賽事投注，首場受注賽事為德國甲組聯賽拜仁慕尼黑對法蘭克福。 |
| 2003年8月31日           | 位於沙田馬場世界最闊的高解像彩色大屏幕啟用。 |
| 2004年11月14日          | 位於沙田馬場設有可開合上蓋的新馬匹亮相圈落成。 |
| 2004年                  | 首次與澳門賽馬會合辦港澳盃（2月15日）及澳港盃（4月4日）賽事。 |
| 2004年2月               | 馬會容許於沙田馬場和跑馬地馬場大部分場區使用流動電話。 |
| 2005年                  | 容許澳門賽馬會在澳門接受香港賽馬投注；同年冠軍一哩賽首次開放予海外馬匹參加。 |
| 2007年                  | 冠軍一哩賽獲得國際一級賽資格。 |
| 2008年8月               | 協辦北京奧運馬術賽事。 |
| 2010年                  | 馬會參與設計和興建廣州第16屆亞運會馬術場地設施，被授給「第16屆亞運會馬術比賽項目重要貢獻機構」的名銜。 |
| 2010年                  | 位於廣東省從化市的馬匹訓練中心動工興建。 |
| 2014年5月               | 再度主辦亞洲賽馬會議。 |
| 2016年9月               | 香港賽馬會獲國際賽事策劃諮委會同意提升國際賽事編錄標準及國際賽事統計冊由第二組別至第一組別，大部份原香港分級賽獲得國際分級賽資格。 |
| 2016年12月18日          | 特區政府以書面首次向中央提出建議，陳述在西九文化區興建故宮文化博物館的好處，並在12月內就資金安排首次接觸香港賽馬會。 |
| 2018年8月               | 位於廣東省從化市的馬匹訓練中心落成啟用。 |
| 2019年3月23日           | 首次於從化馬場舉行賽事，惟不接受投注。 |
| 2019年6月               | 於英國皇家雅士谷賽事中首次舉辦由香港賽馬會主導全球匯合彩池（World Pool） |
| 2020年6月15日           | 香港賽馬會與各大洲共二十家賽馬博彩機構創立世界賽馬博彩聯盟（World Tote Association, WoTA）。 |

## 組織架構

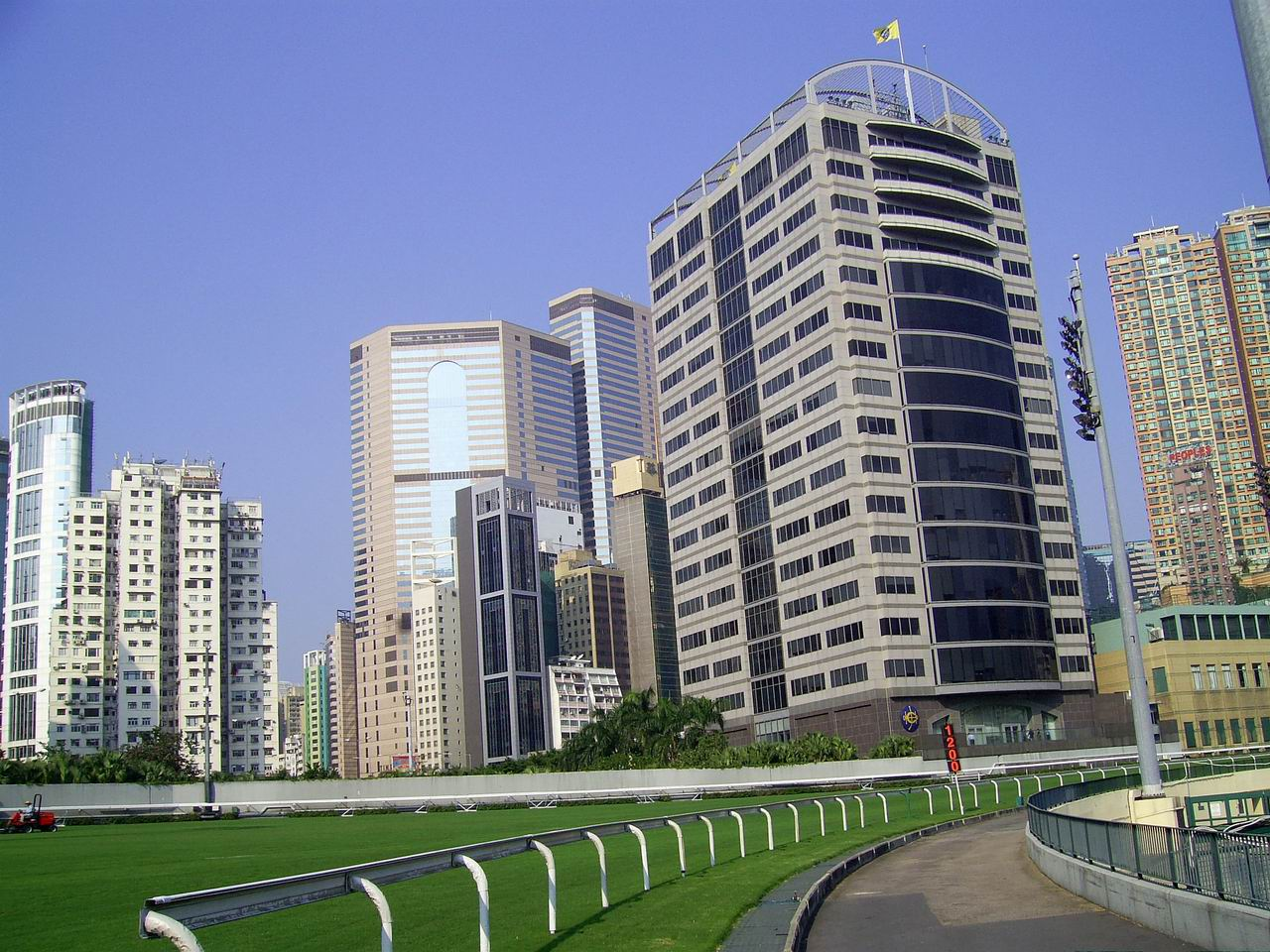
跑馬地馬會總部大樓

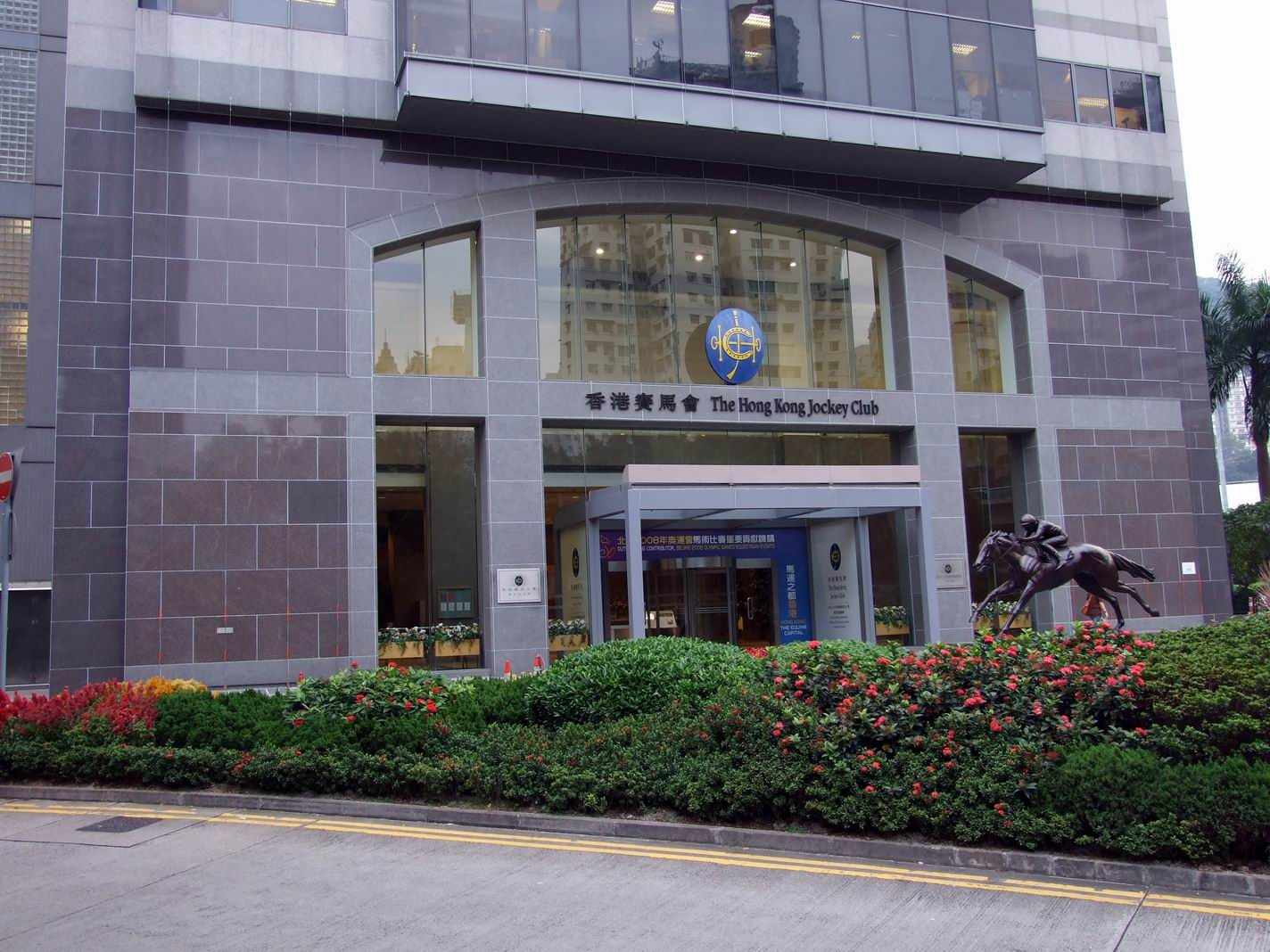
跑馬地馬會總部大樓正門

馬會董事局以董事局主席為首，均為義務任職，並無收取酬金。
董事局
- 利子厚（主席）
- 廖長江（副主席）
- 楊紹信
- 黃嘉純
- 孔思和
- 陳衍里
- 韋安祖
- 陳智思
- 馮婉眉
- 胡家驃
- 龔楊恩慈
- 羅啟華

馬會的日常會務由以行政總裁為首的專業行政人員管理及執行，負責執行策略和會務的日常運作。與董事局不同，馬會的管理委員會成員是受薪任職的。
管理委員會
- 應家柏（行政總裁）
- 夏定安（賽馬事務執行總監）
- 甄康民（會員、品牌、市場及客戶體驗事務執行總監）
- 梁卓偉（慈善及社區事務執行總監）
- 譚志源（公司事務執行總監）
- 王舸（人力資源及組織發展事務執行總監）
- 范洪波（財政事務執行總監）
- 伍小翠（法律及合規事務執行總監）
- 蔣安凱（項目及風險管理執行總監）
- 范梓文（投注產品執行總監）
- 侯德洋（客戶策略、體驗及創新事務執行總監）

### 歷任董事局主席

#### 香港賽馬會成立至香港日佔時期前
- 賴理（英语：Phineas Ryrie）（1884 - 1892）
- 遮打（1892 - 1926）
- H·P·懷特（Henry Percy White，1926 - 1929）
- C·哥頓·麥基（Charles Gordon Mackie，1929 - 1935）
- M·T·莊臣（英语：Marcus Theodore Johnson）（1935 - 1940）
- 皮亞士（Thomas Ernest Pearce，1940 - 1941）

#### 香港日佔時期後
- Percy Tester（1945 - 1946）
- 摩士（1946 - 1952）
- 賓臣（1953 - 1967）
- 桑達士（John Saunders，1967 - 1972）
- 祈德尊（Douglas Clague，1972 - 1974）
- 韋彼得（Peter Gordon William，1974 - 1981）
- 沈弼（1981 - 1986）
- 張奧偉（1986 - 1989）
- 麥蘊利（英语：Gordon MacWhinnie）（1989 - 1991）
- 浦偉士（William Purves，1992 - 1993）
- 施偉賢（John Joseph Swaine，1993 - 1996）
- 黃頌顯（1996 - 1998）
- 李福深（1998 - 2002）
- 夏佳理（Ronald Arculli，2002 - 2006）
- 陳祖澤（2006 - 2010）
- 施文信（Thomas Brian Stevenson，2010 - 2014）
- 葉錫安（2014 - 2018）
- 周永健（2018 - 2020）
- 陳南祿（2020 - 2022）
- 利子厚（2022 - ）

### 歷任行政總裁

#### 英皇御准香港賽馬會總經理
- 彭福（1972 - 1979）
- 夏卓賢（John Archer，1979 - 1986）
- 韋敬誠將軍（Guy Watkins，1986 - 1996）

#### 香港賽馬會行政總裁
- 黃至剛（1996 - 2007）
- 應家柏（Winfried Engelbrecht-Bresges，2007 - ）

## 營運設施

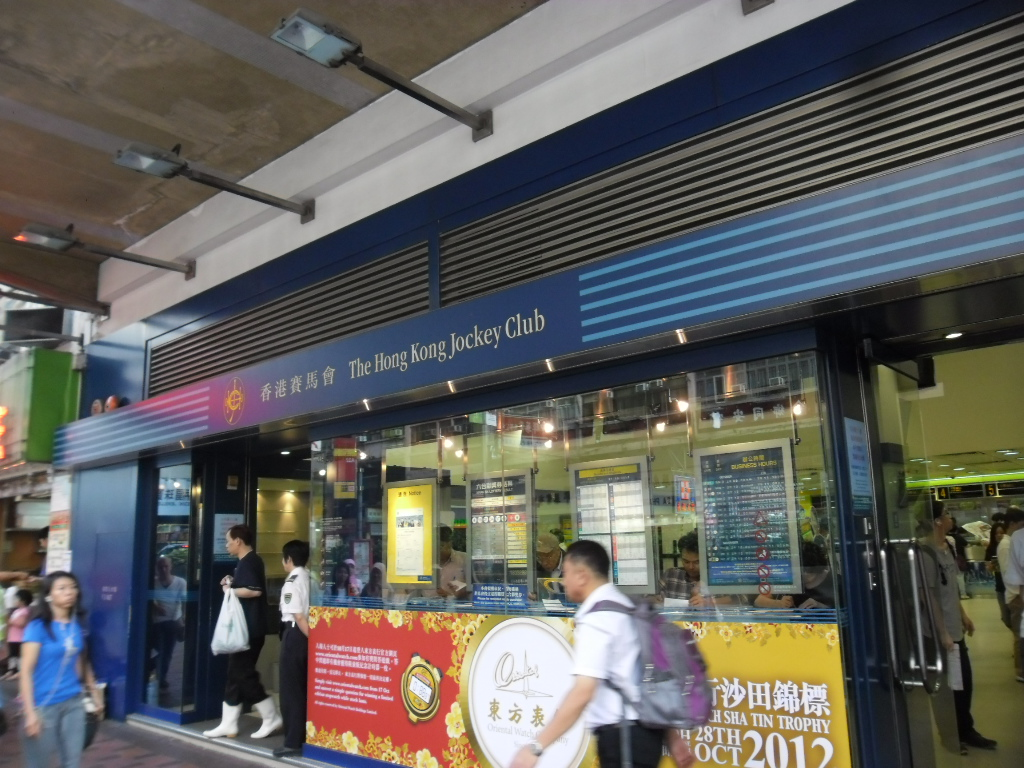
香港賽馬會場外投注處佐敦道分行

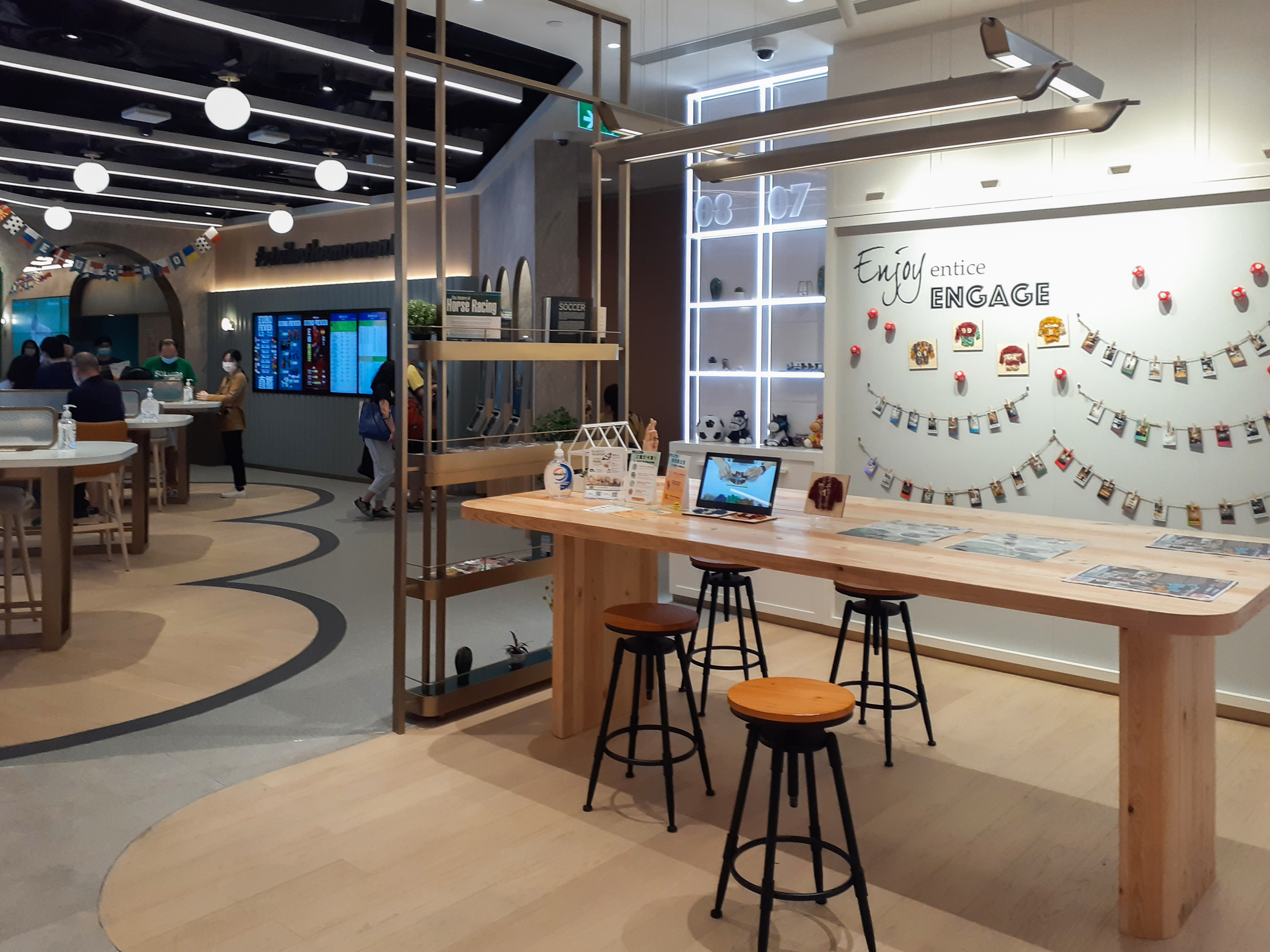
2021年6月開幕的日出康城THE LOHAS店，採用全新概念設計

### 馬場

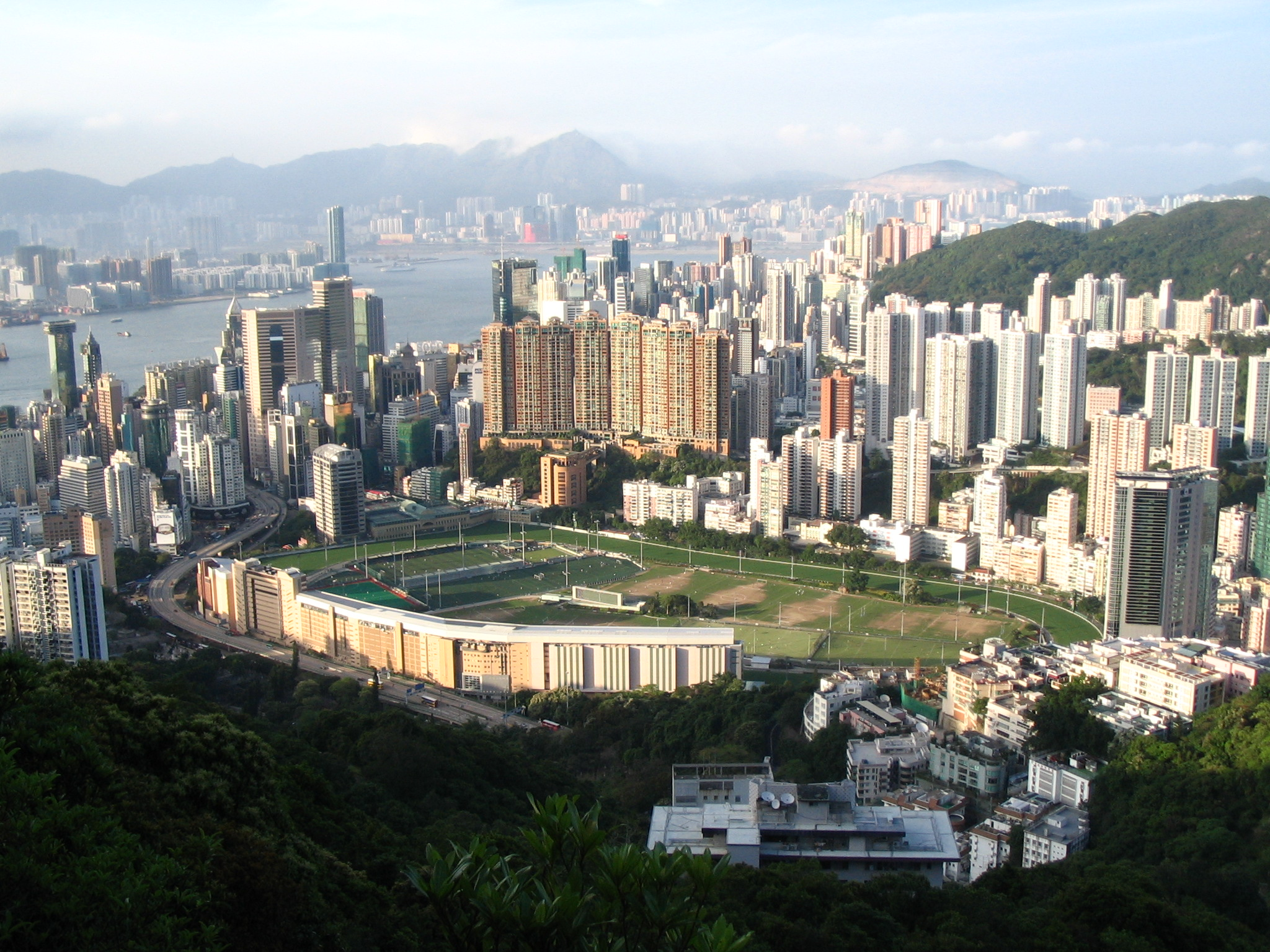
跑馬地馬場
跑馬地馬場是香港首個賽馬場，早於1846年12月舉行第一次正式賽馬，較香港賽馬會更早成立，是全球少有位處市區的馬場。

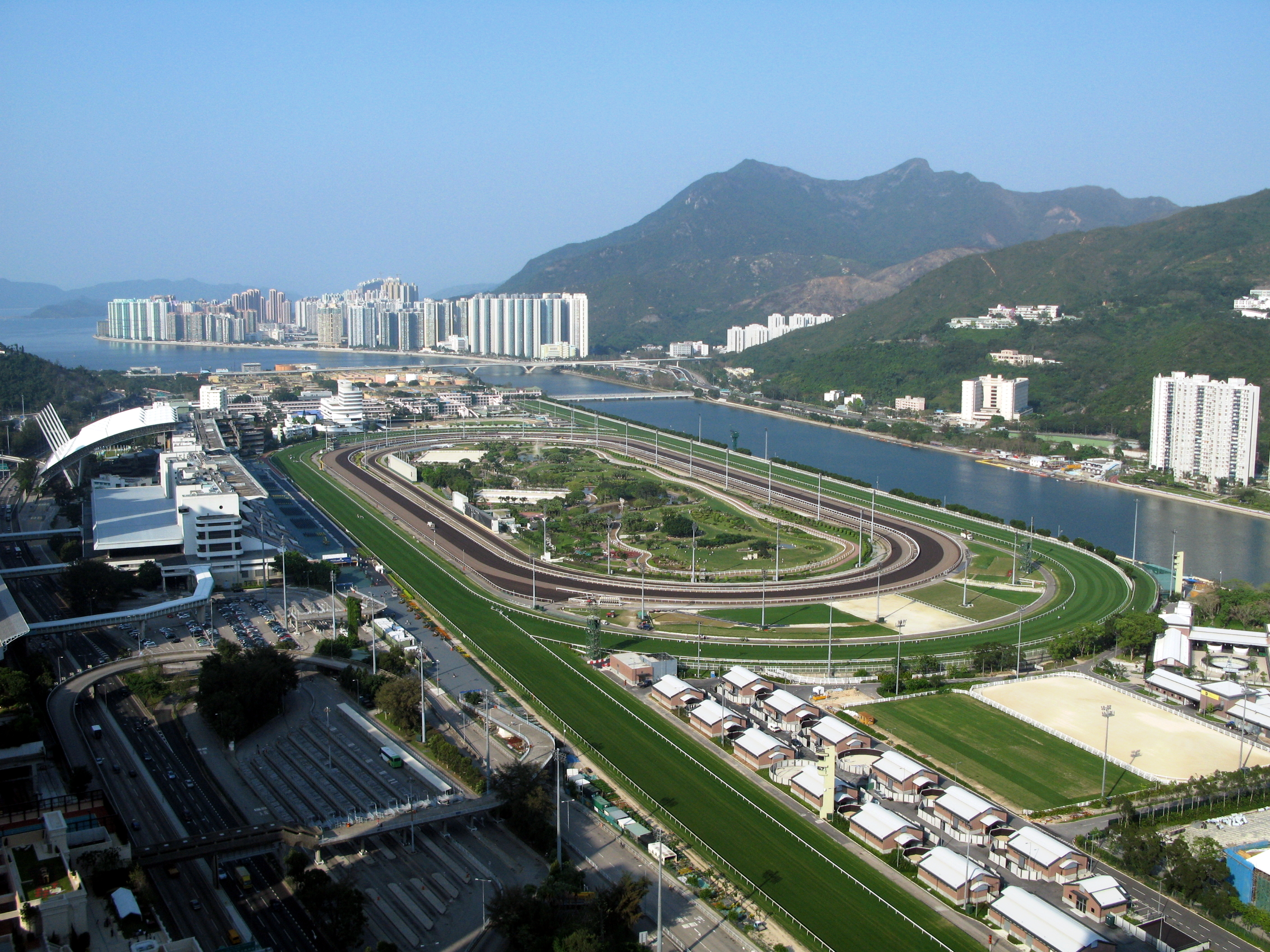
沙田馬場
於1978年10月7日落成的沙田馬場位於近郊的新界，馬場中央是景色秀麗的彭福公園。
从化马场
作為替代沙田馬場的新馬匹訓練設施及賽馬場使用，设置在广东省广州市从化区。2018年8月正式啟用。

### 場外投注處
現時全香港有約100間場外投注處，分別香港島26間、九龍47間、新界32間及離島3間，其中旺角共有8間投注處為全港最多，沙田7間緊隨其後。一般投注處均設有服務櫃位、自助售票機、運財投注機及智財全能投注機接受投注。新設計的投注處更設有寬敞的「投注大堂」及「足球地帶」。位於「屯門投注處」二樓的「賽馬會影院」裝設大屏幕現場直播賽馬，並有多部中型電視螢幕顯示即場賠率及其他賽馬資訊。
場外投注處除投注服務外，亦開放作社區服務用途，部分投注處設有學生自修室供未成年人士使用，亦可借予非牟利團體舉辦慈善活動。賽馬會影院亦可借給慈善及非牟利團體舉辦社區活動。
2020年2月4日，香港賽馬會晚上宣布，因應新型冠狀病毒疫情，所有場外投注站2月5日起關閉，直至2021年2月22日重開。
2021年6月，馬會在日出康城THE LOHAS店開幕，該處的場外投注處設有新活動專區和悠閒專區，顧客可以體驗模擬賽馬遊戲和電子遊戲，同時設有大型電視屏幕直播足球賽事。店內亦特設工作坊專區，會定期舉辦手作工作坊，讓顧客創造自己專屬的作品。
2022年7月2日，馬會在中環士丹利街的場外投注處重開，投注處樓高3層，并設置了不同特色區域，包括美國人氣蛋糕品牌Lady M，以及六合彩第3代的「風車旋轉型自動攪珠機」。
目前已經有六處場外投注處設有香港賽馬會體驗店。

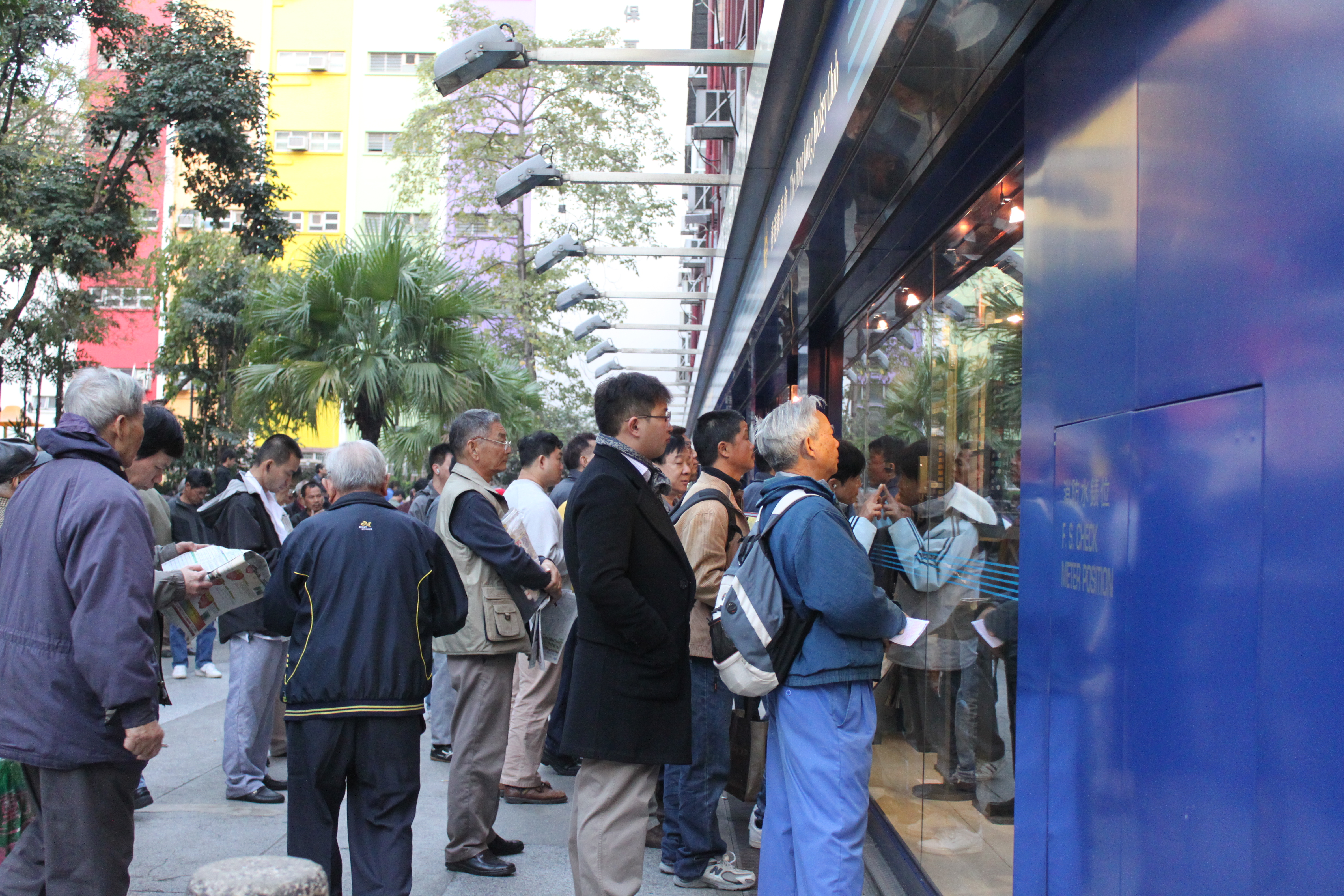
新蒲崗馬會場外投注處外有不少人聚集
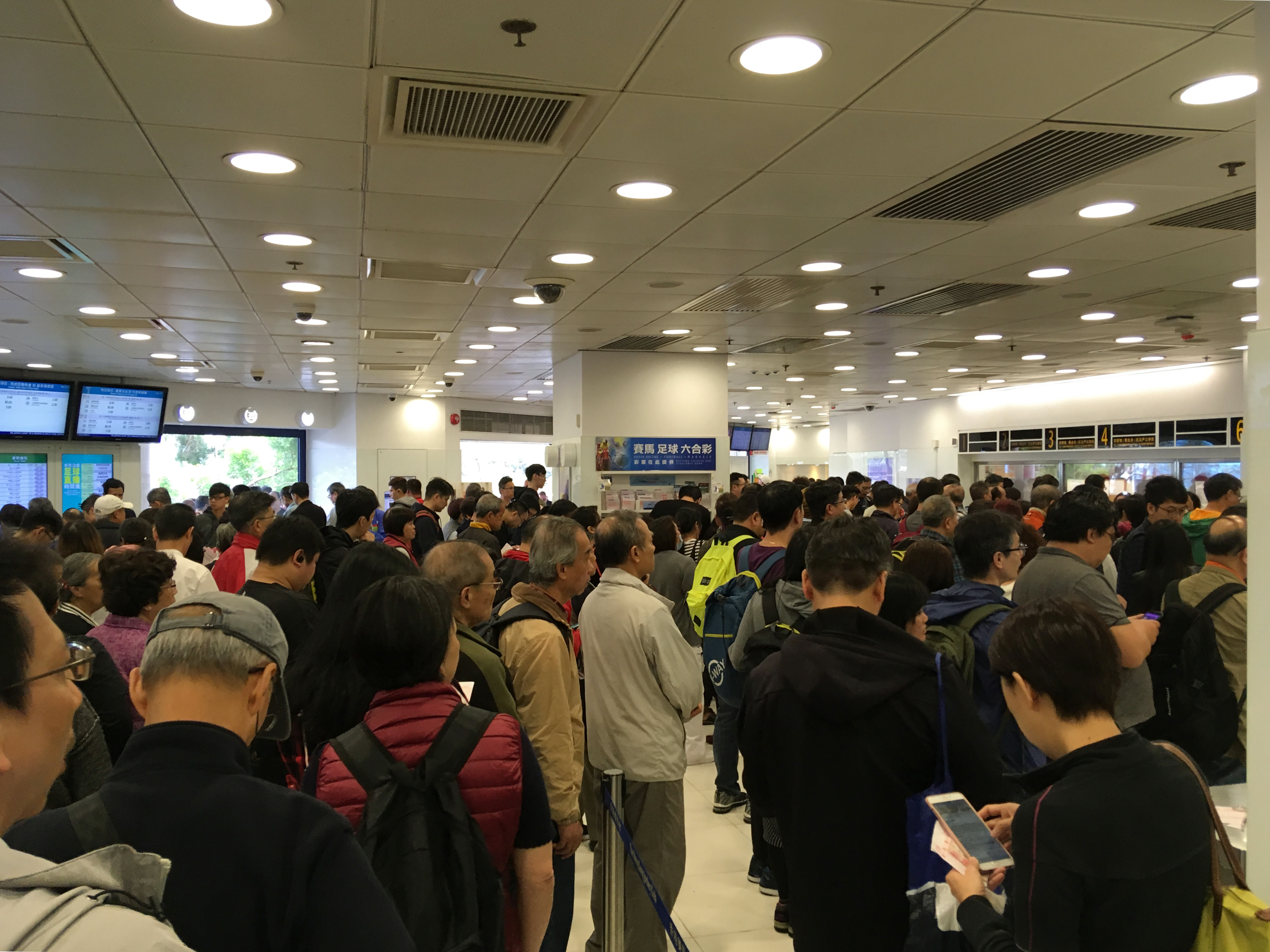
每逢金多寶，不少人在投注站內排隊購買六合彩
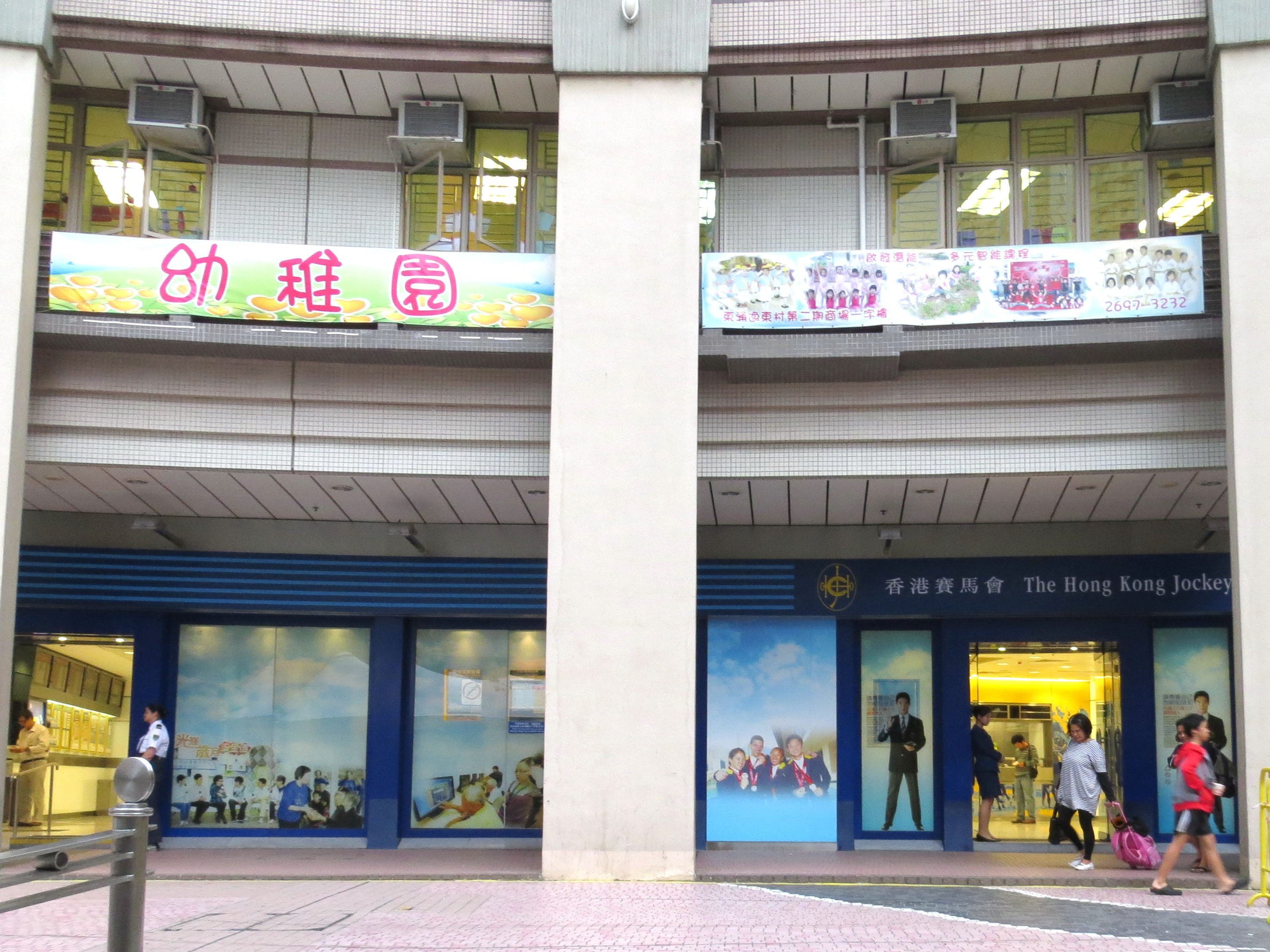
逸東邨馬會場外投注處
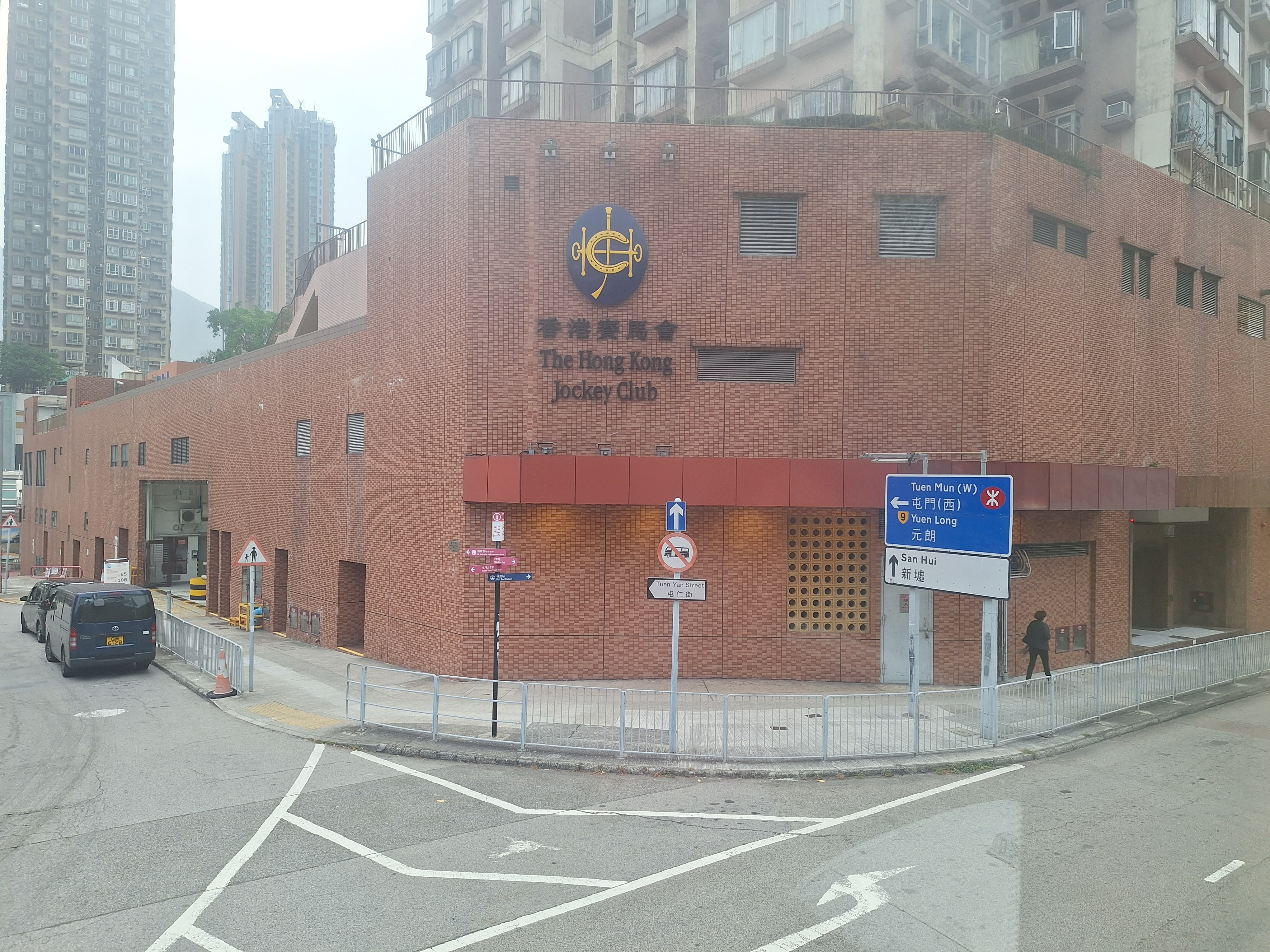
屯門市廣場馬會場外投注處（設「賽馬會影院」）
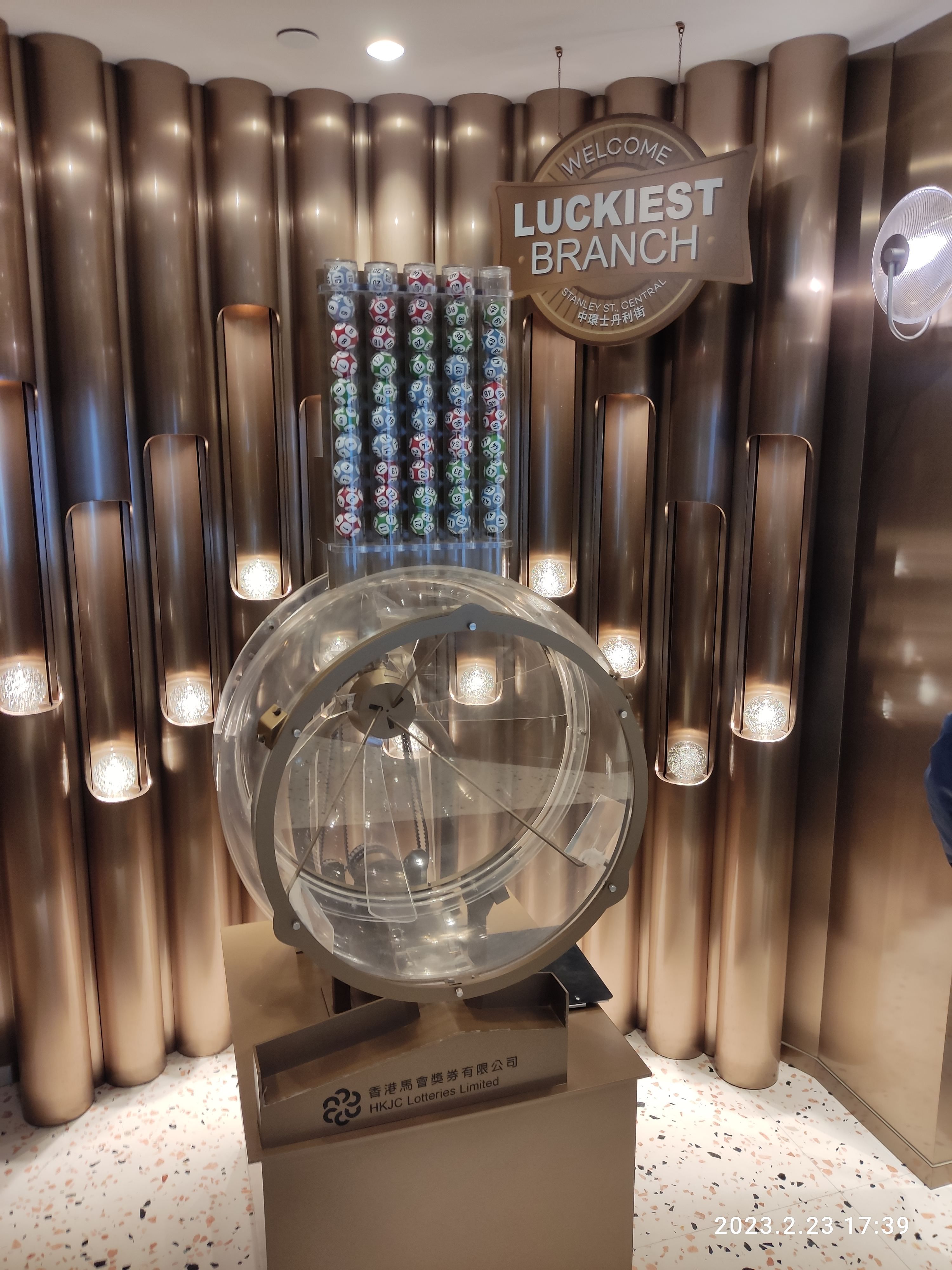
中環士丹利街投注處內的六合彩第3代的「風車旋轉型自動攪珠機」

## 會員會所

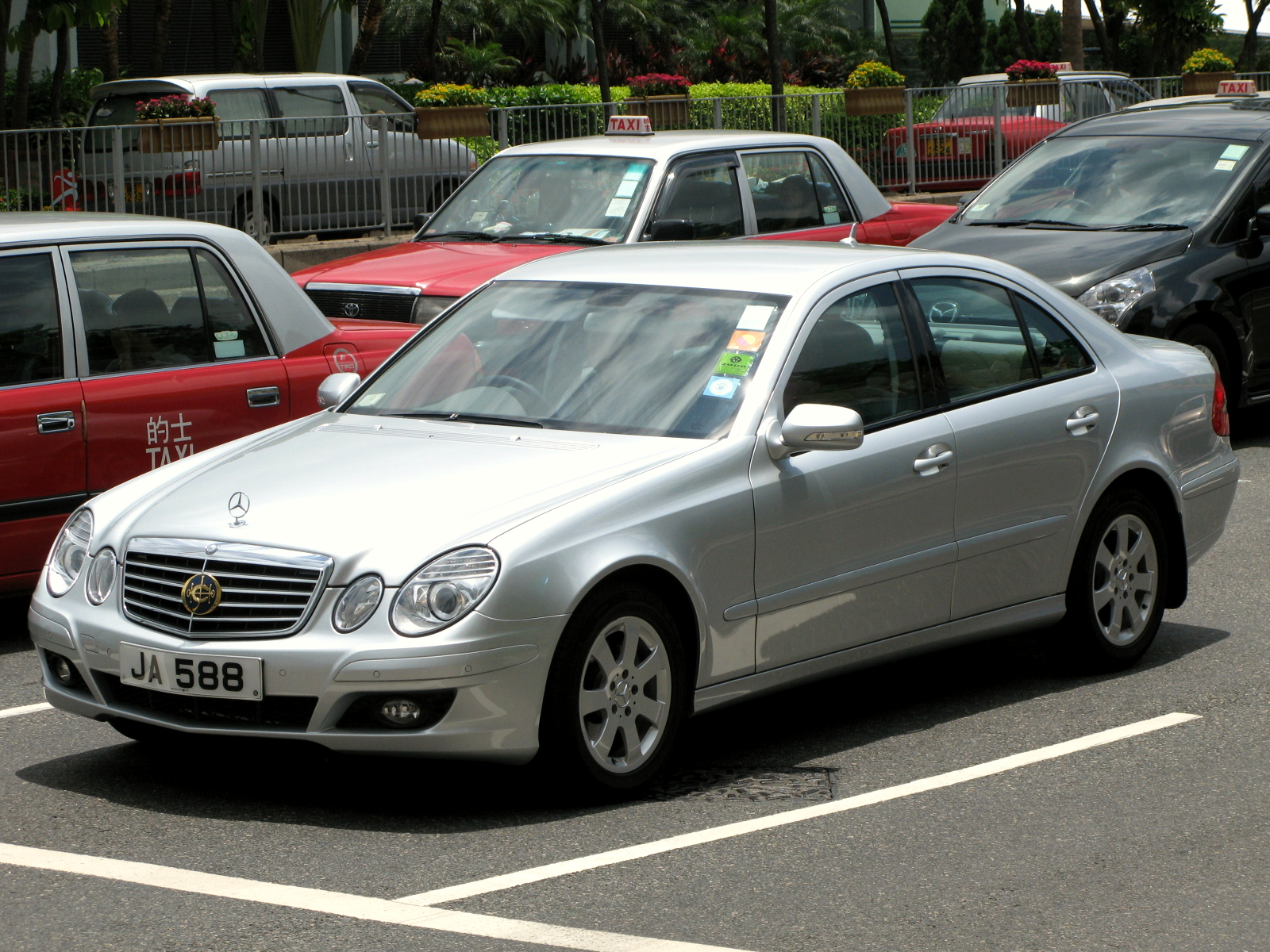
馬會會員的座駕上裝上了馬會會徵

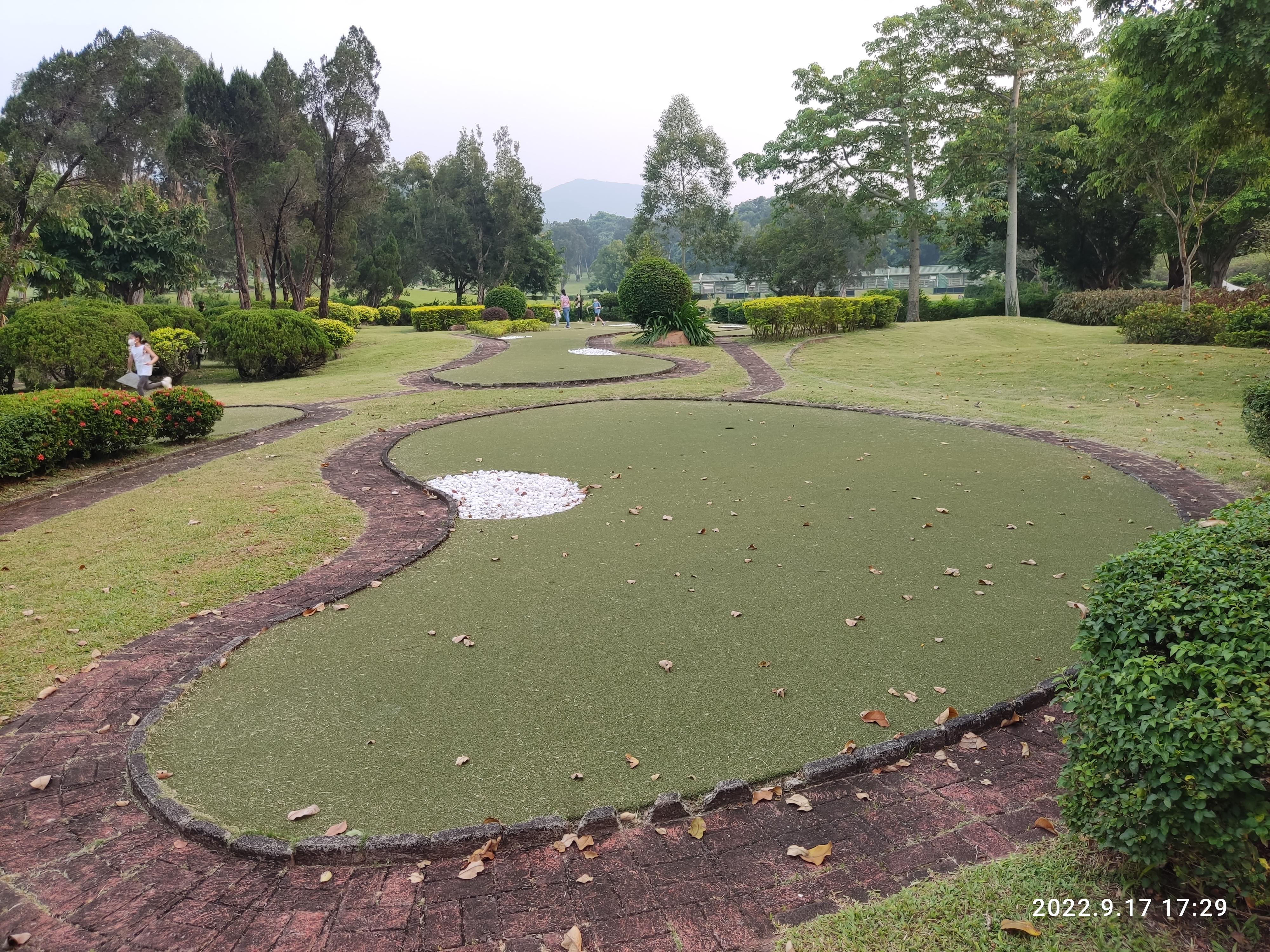
雙魚河鄉村會所內的花園高爾夫球場

馬會是亞洲歷史最悠久的會員會所之一，現有會員超過23,000名，其中200位為遴選會員，有推薦人選加入馬會成為會員權。馬會的四間會所和两個馬場為會員提供飲食、娛樂、社交等服務，三間香港會所分別位於跑馬地、沙田及雙魚河。另外於2008年開啟北京會所。

### 跑馬地會所
有「宴會廳」及「青雲閣」可以舉行公司或私人宴會，「打吡餐廳及酒吧」、「幸運閣」、「嘉樂樓」、「美食廣場」、「六化郎咖啡室」及「體育綜合大樓小食吧」供應各式亞洲及西式美食佳餚。「體育綜合大樓」有網球場、壁球場、習藝室及健身中心，尚有室內（25米）及室外游泳池、桌球室、娛樂室、耍樂室、閱讀室、電視遊戲機室、兒童遊戲室、桑拿及蒸氣浴室及兩間分別位於會所地下及體育綜合大樓的會員商店。跑馬地會所原位於舊體育路舊行政大樓內，後於1992年底起逐步遷至山光道現址。

### 沙田會所
沙田會所設有多間不同大小的宴會廳，4樓設有面積達7,558平方呎的宴會廳及299個座位的私人劇院，「百俊廳及酒吧」、「凱旋廳」、「銀袋咖啡室」及「吉澳閣」提供中西美食。同時設有壁球場、乒乓球室、迷你籃球場、室內（25米）及室外游泳池、健身中心、桌球室、習藝室、蒸氣浴室、桑拿浴室及按摩池、足部香薰按摩及美容服務中心、電視遊戲機室、兒童遊戲室和會員商店。

### 雙魚河鄉村會所
原為粉嶺狩獵賽馬會, 於1930年代落成，位於新界上水，佔地逾50畝，「舊會所餐廳及酒吧」、「蹄鐵扒房」、「馬鐙酒吧」及「競技場餐廳」供應包括馳名的燒烤及各式美食，可供舉行私人宴會、會議和節日聚會，是舉行婚宴的理想地點之一。設有26間客房，除套房外，有適合舉行公司會議或訓練課程的會議套房及適合一家人度宿的摘星營舍。康樂設施有兩個泳池、4個人造草地網球場、籃球練習場、乒乓球室、花園高爾夫球場及草地槌球場、花園單車徑及小童三輪車徑、兒童遊樂場、多用途活動室及會員服務中心的商店。雙魚河鄉村會所騎術學校設有馬房、全天候場地，以及露天和有蓋的馬匹踱步圈，會員更可認養退役馬匹。（2008年8月作为奥运马术越野赛赛场使用）

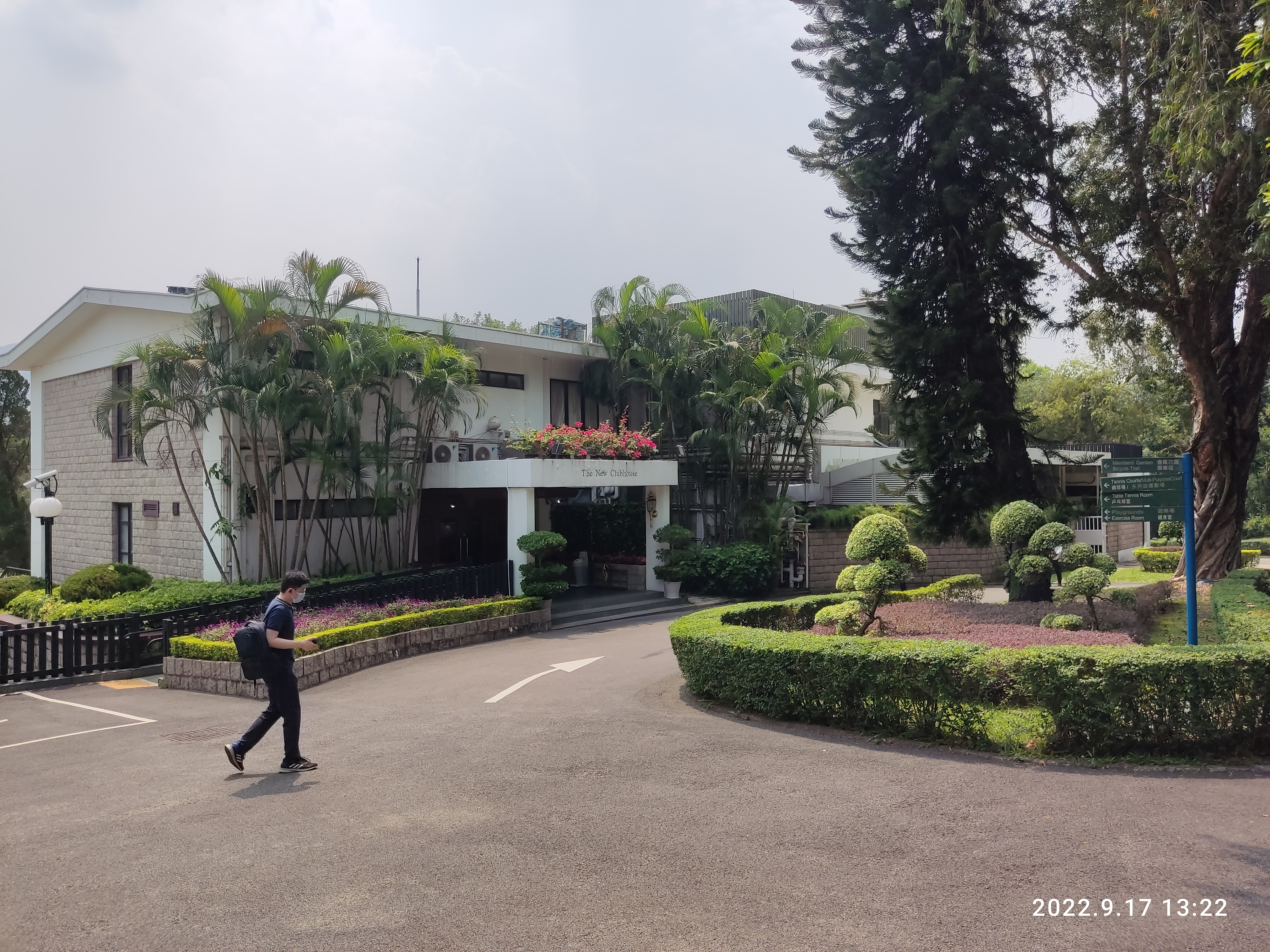
會所大樓
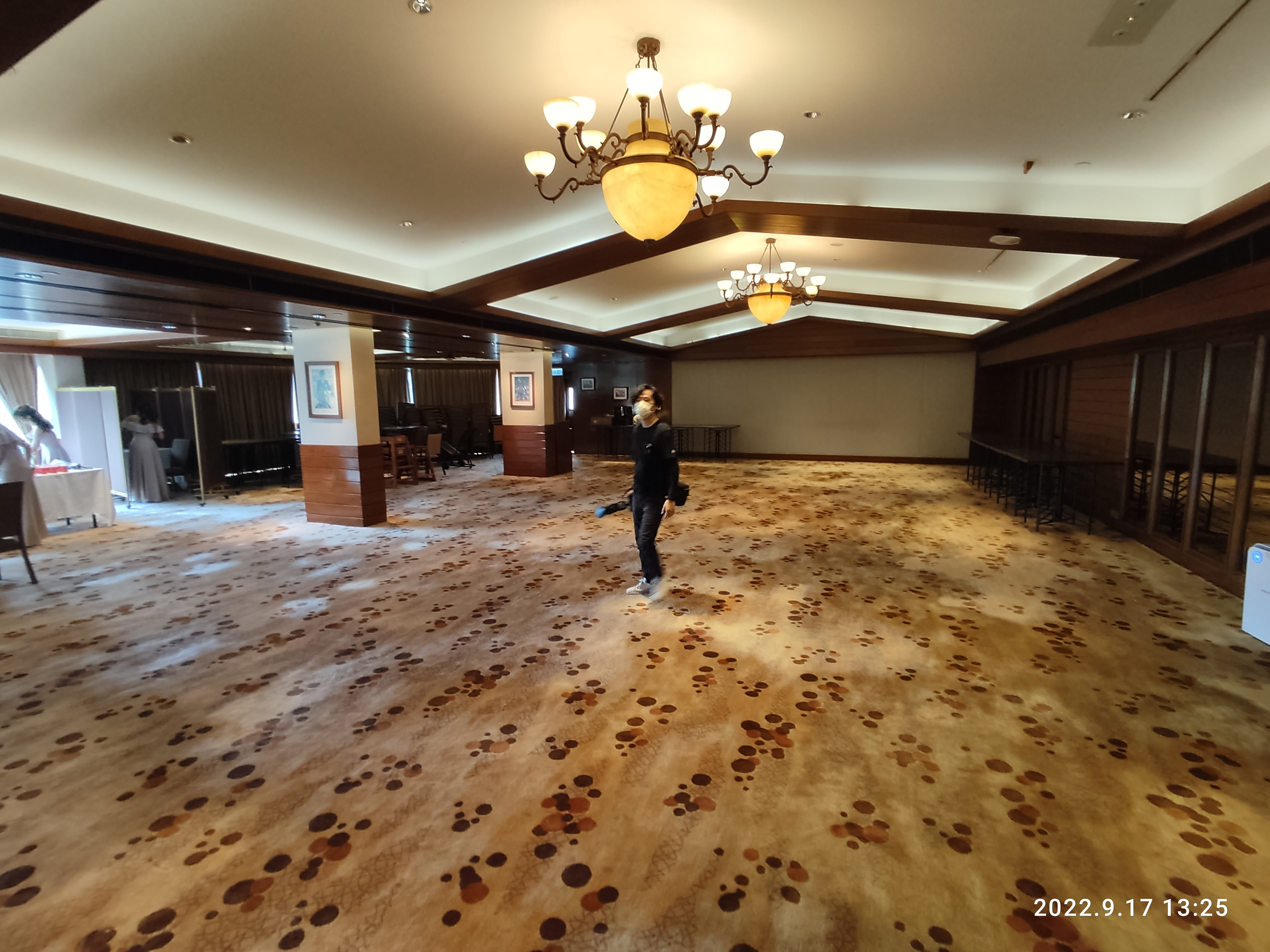
會議前廳
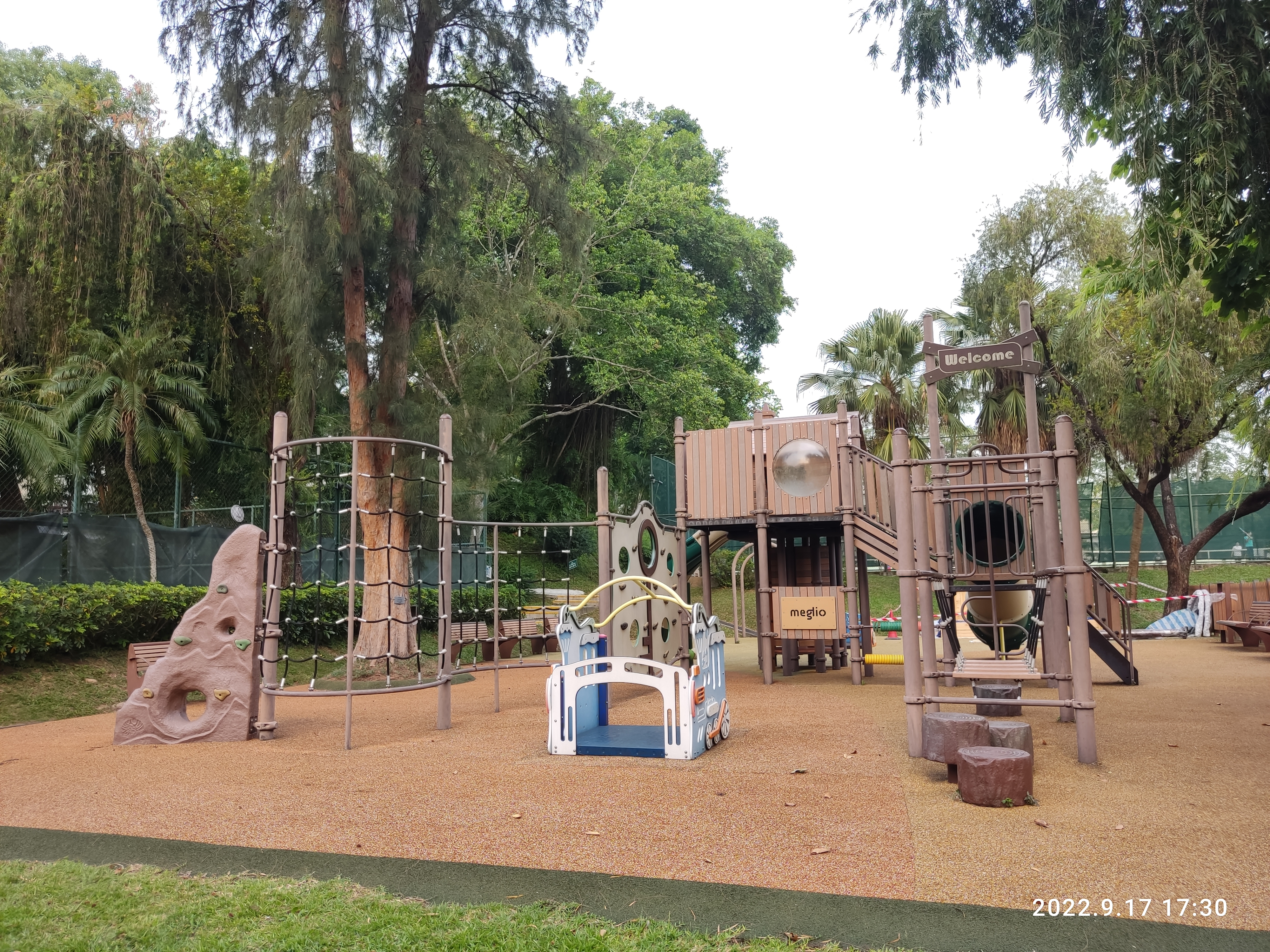
兒童遊樂場
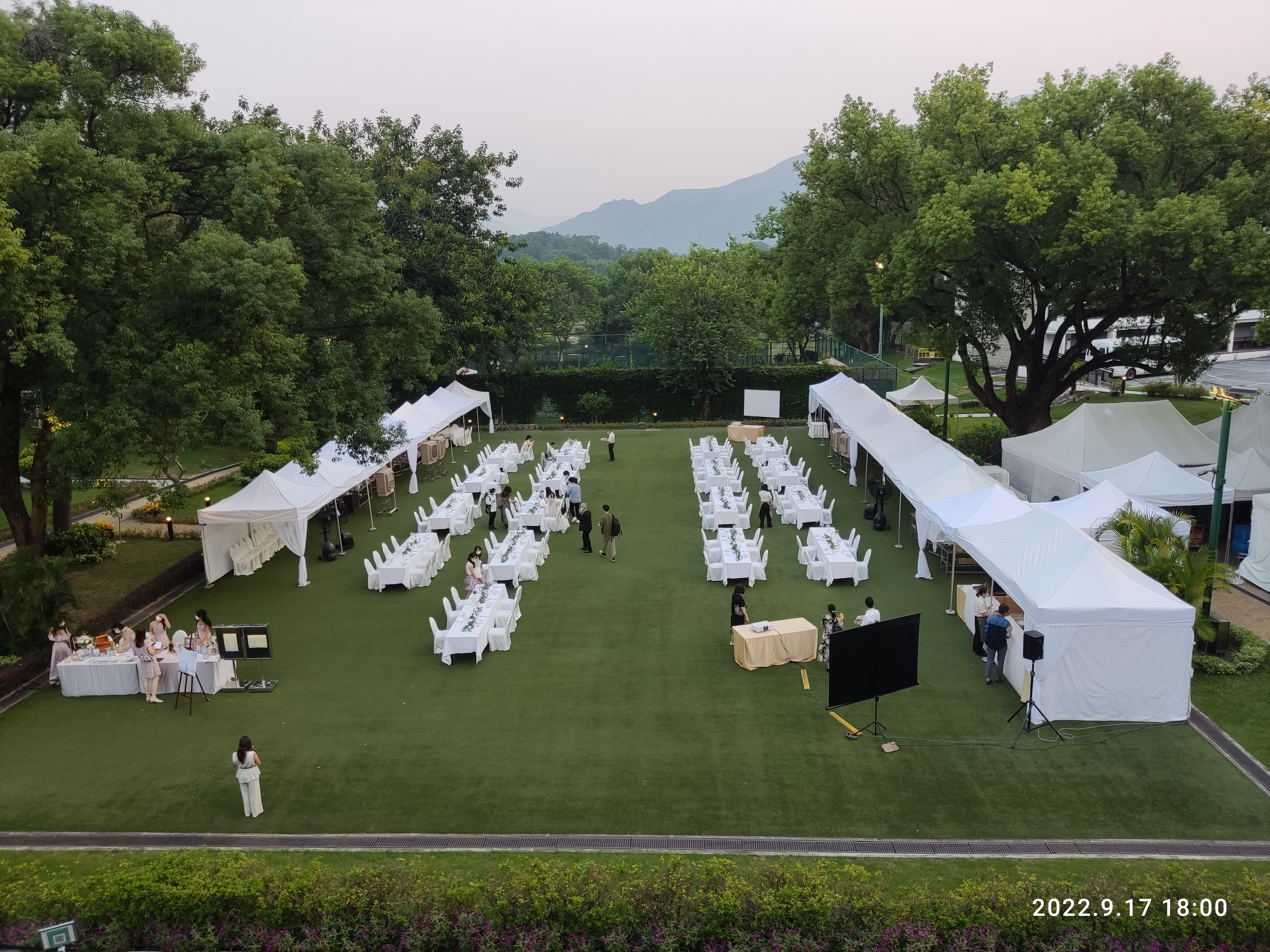
戶外草坪可舉行活動

### 北京會所
2006年3月馬會正式簽約租用北京王府井附近金寶街的一所大樓用以成立新會員會所，於2008年6月落成。內部設計成傳統四合院格局，設施包括90間套房、中餐廳、咖啡室、酒吧、宴會廳、商務中心、室內游泳池及健身室等。

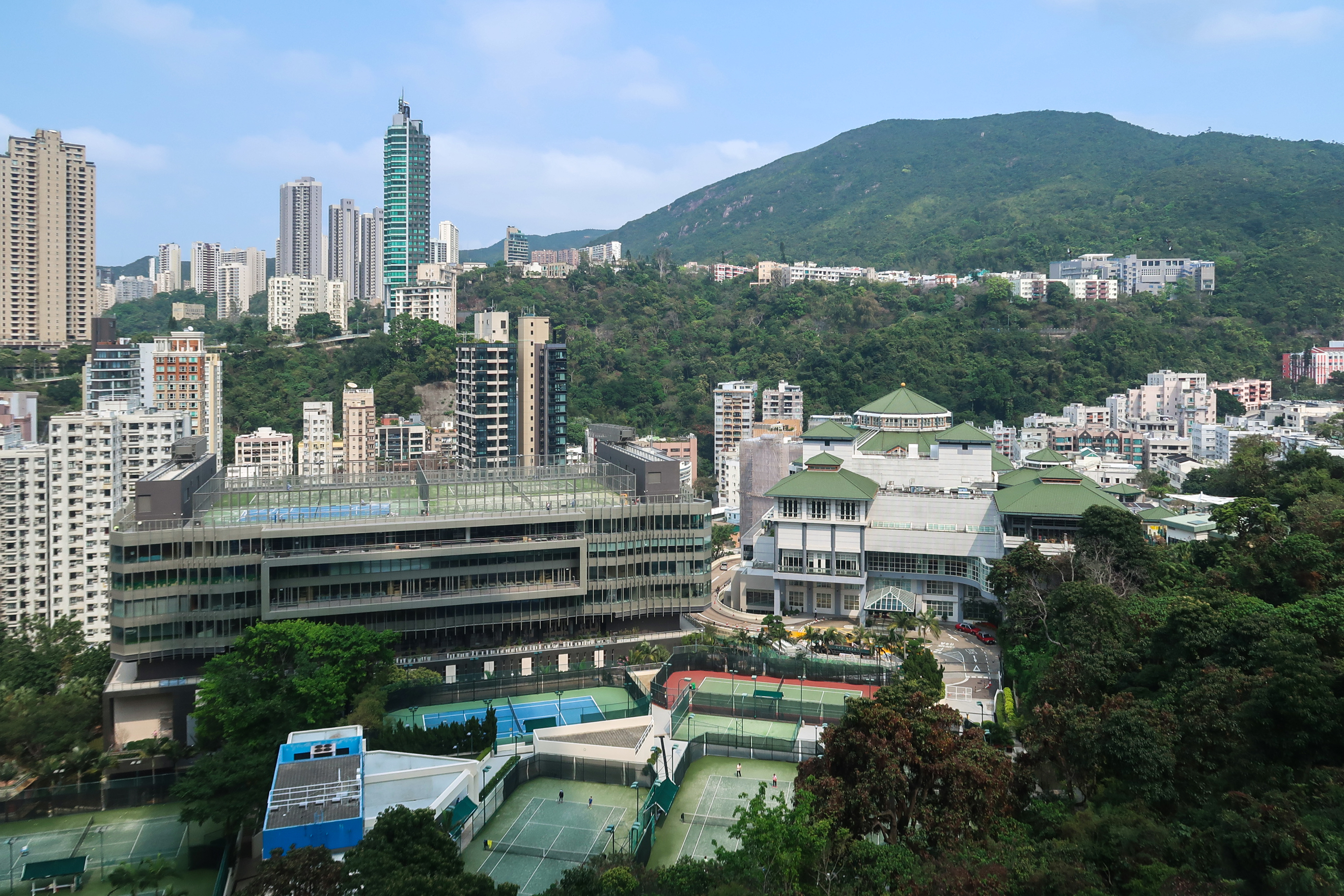
位於山光道的跑馬地會所
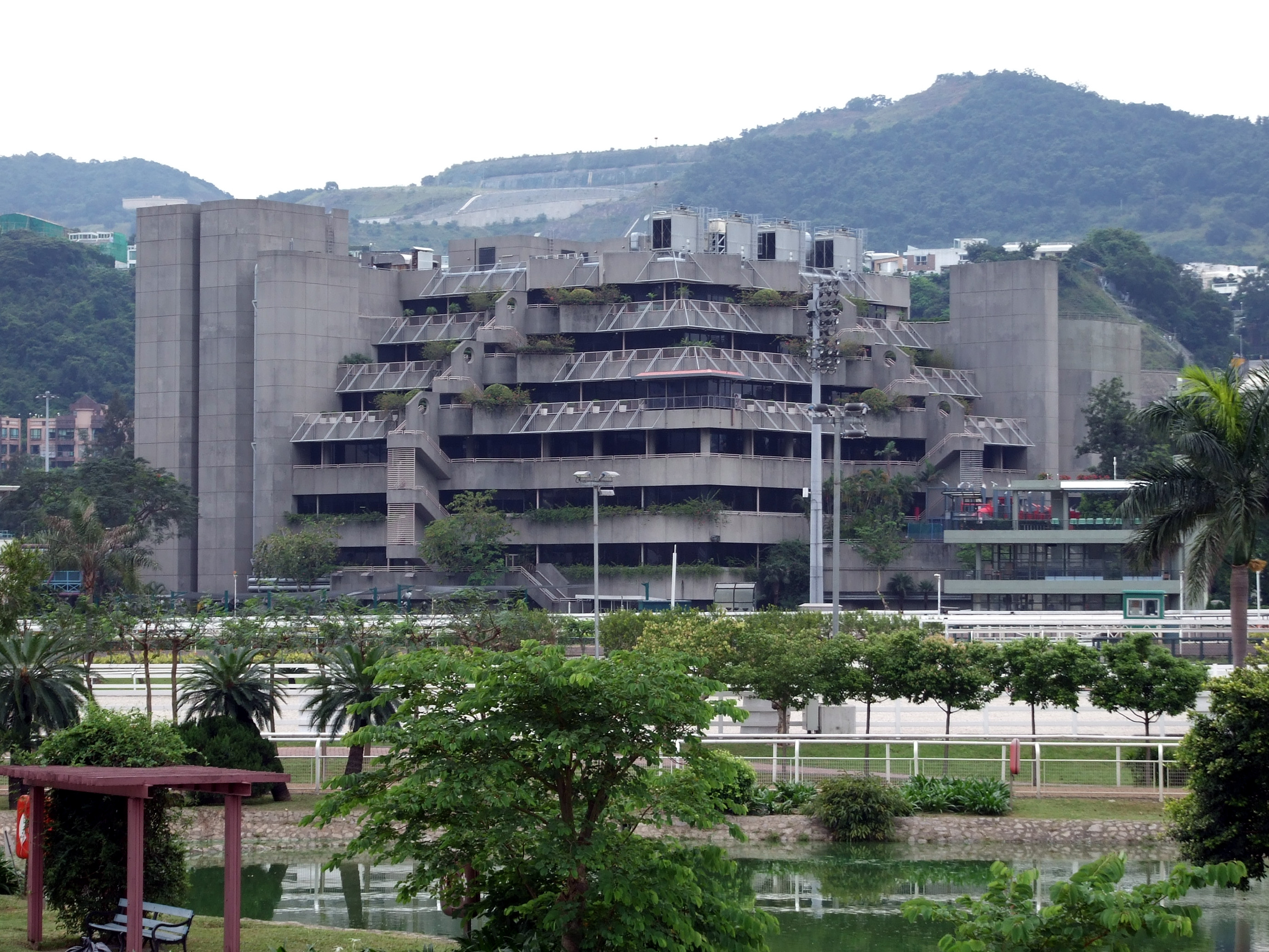
位於沙田馬場的沙田會所
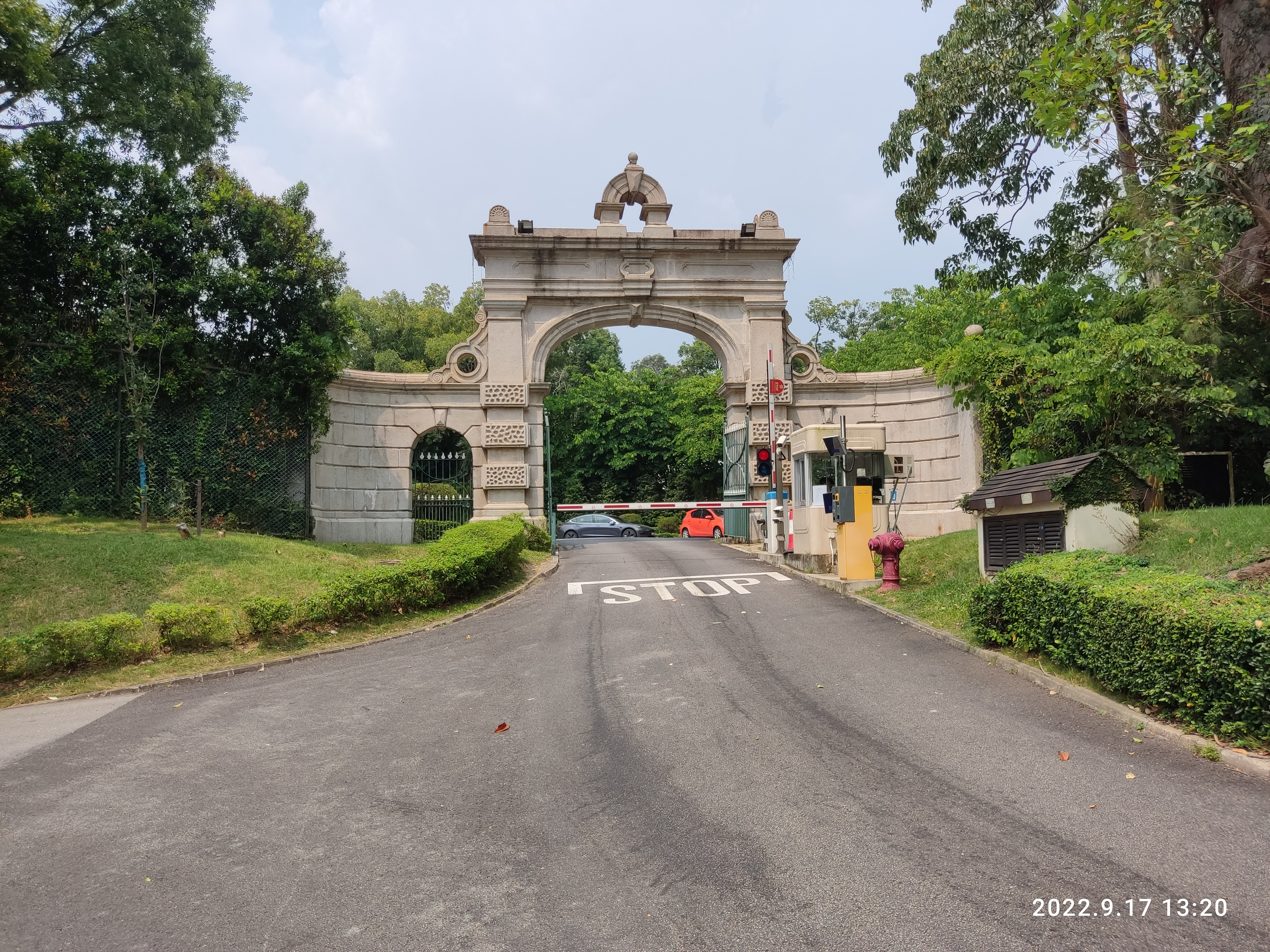
位於上水的雙魚河鄉村會所
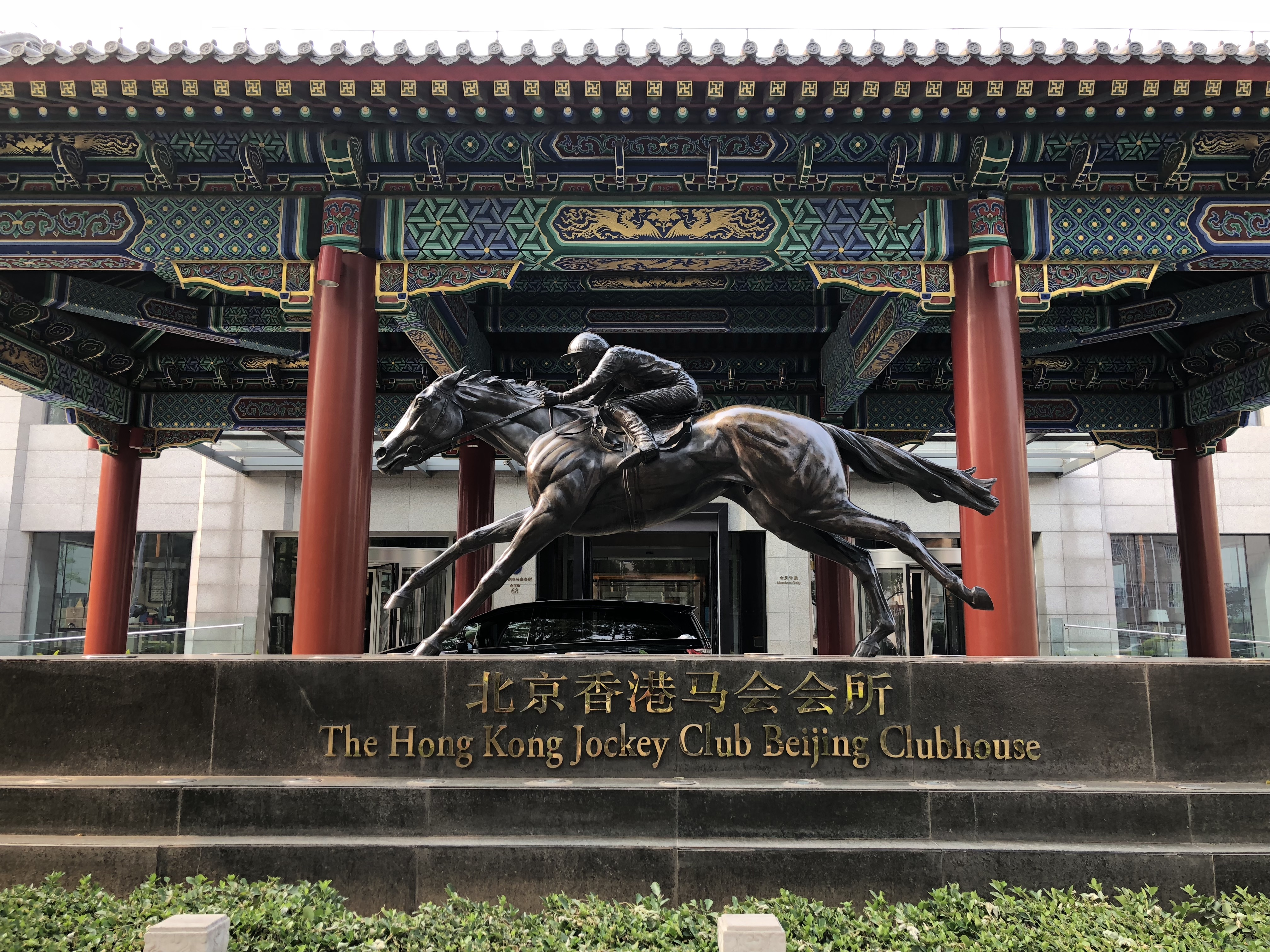
位於王府井的北京會所

## 會籍
目前馬會有五種會籍，所有會籍需要經多於一名現有成員支持及通過收入和人格審核才能加入。
- 賽馬會員
- 全費會員
- 公司會員
- 競駿會會員
- 國內會員（北京香港馬會會所）

|                                         | 競駿會會員                            | 賽馬會員                                          | 全費會員                                          | 國內會員        |
| --------------------------------------- | ------------------------------------- | ------------------------------------------------- | ------------------------------------------------- | --------------- |
| 入會方法                                | 填寫競駿會會員申請表                  | 1位遴選會員提名 + 另1位遴選會員附議 + 3位會員支持 | 1位遴選會員提名 + 另1位遴選會員附議 + 3位會員支持 |                 |
| 入會費                                  | 港幣$138,000 (30歲或以下: 港幣$92000) | 港幣$150,000                                      | 港幣$850,000                                      | 人民幣￥400,000 |
| 月費                                    | 港幣$1400                             | 港幣$850                                          | 港幣$2550                                         | 人民幣￥1900    |
| 會員權益                                |                                       |                                                   |                                                   |                 |
| 可以使用1814會員專線                    | 是                                    | 是                                                | 是                                                |                 |
| 賽馬日權益                              |                                       |                                                   |                                                   |                 |
| 進入會員席                              | 是                                    | 是                                                | 是                                                | 是              |
| 使用競駿會設施                          | 是                                    | 是                                                | 是                                                |                 |
| 預訂及使用會員廂房                      |                                       | 是                                                | 是                                                | 是              |
| 購買來賓入場証章 （由景福珠寶集團鑄造） | 是                                    | 是                                                | 是                                                |                 |
| 使用馬主廂房                            |                                       | 是                                                | 是                                                |                 |
| 馬匹勝出時可以「拉頭馬」                |                                       | 是                                                | 是                                                |                 |
| 其他權益                                |                                       |                                                   |                                                   |                 |
| 使用跑馬地會所                          |                                       |                                                   | 是                                                | 是              |
| 使用沙田會所                            |                                       | 是                                                | 是                                                | 是              |
| 使用雙魚河會所                          | 是                                    | 是                                                | 是                                                | 是              |
| 使用北京會所                            | 是                                    | 是                                                | 是                                                | 是              |
| 申請成為馬主                            |                                       | 是                                                | 是                                                |                 |
| 加入現有賽馬團體                        | 是                                    | 是                                                | 是                                                |                 |
| 成為賽馬團體經理人                      |                                       | 是                                                | 是                                                |                 |
| 申請子女附屬卡                          |                                       | 是                                                | 是                                                |                 |
| 為配偶申請全費會員(S)                   |                                       |                                                   | 是                                                |                 |
| 非賽馬日使用馬會總部停車場              | 是                                    | 是                                                | 是                                                | 是              |
| 非賽馬日使用競駿會設施                  | 是                                    | 是                                                | 是                                                |                 |
| 非賽馬日使用滿貫廳                      | 是                                    | 是                                                | 是                                                |                 |

1. ↑  未包括特許計劃的月費
2. 1 2  需要參加競駿會特許計劃, 計劃入會費$73000, 另加月費$730
3. 1 2 3 4  需要具有馬主身份
4. ↑  每月可以使用3日, 星期六、日及公眾假期除外
5. ↑  需要參加沙田會所特許計劃, 計劃年費$21000, 只限星期一至五及賽馬日使用沙田會所
6. 1 2  每月可以使用3日
7. 1 2  需要參加雙魚河會所特許計劃, 計劃年費$20000, 競駿會會員只限星期一至五使用雙魚河會所, 賽馬會員則可每日使用雙魚河會所
8. ↑  賽馬團體經理人可以享有馬主權益

## 慈善事務
香港賽馬會自1915年已投入捐助社會公益。由1955年開始將每年的盈餘撥捐慈善公益計劃。於1959年設立「香港賽馬會（慈善）有限公司」，專責管理捐款事務，及後於1993年成立「香港賽馬會慈善信託基金」繼承該公司處理捐款的事宜。馬會的捐款主要分為四方面：康體文化、教育培訓、社會服務及醫藥衛生。

### 體育、康樂及文化

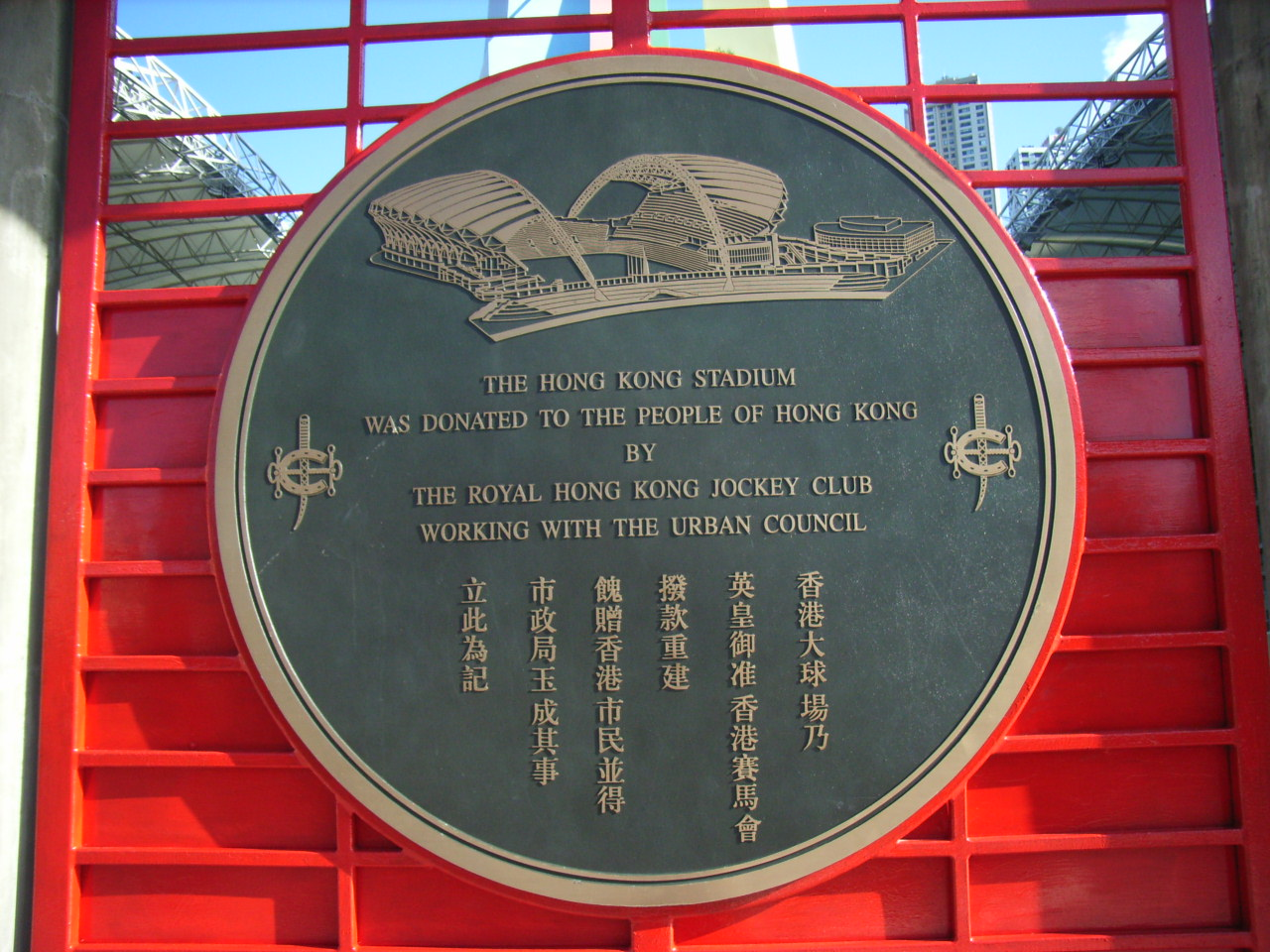
於1994年3月重建完成之香港大球場正門外銅製紀念牌，牌上刻上大球場的重建費用是由「英皇御准香港賽馬會」支付，並刻有馬會當時使用之舊標誌

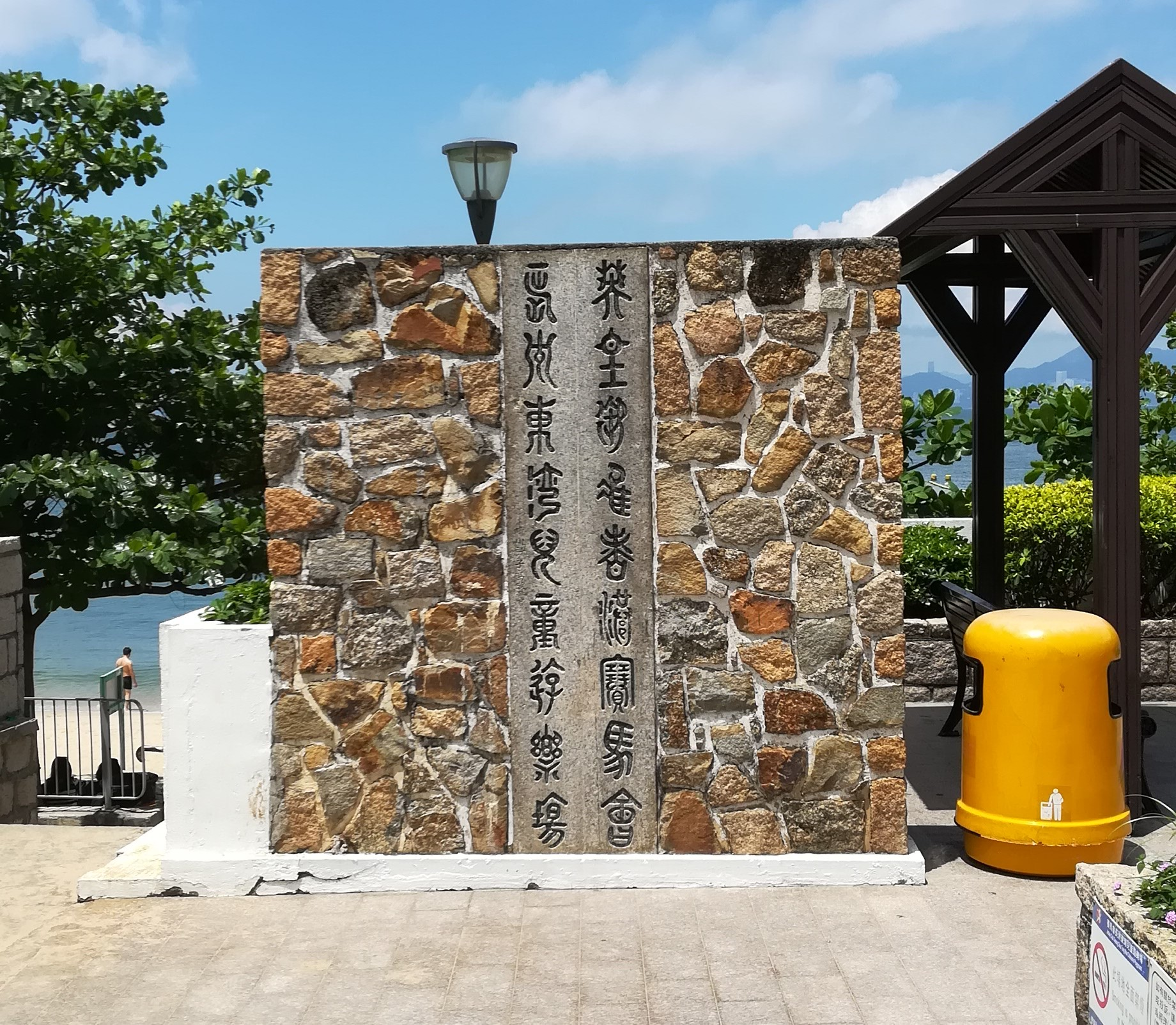
位於長洲東灣的賽馬會長洲東灣兒童遊樂場，刻有香港書法家及篆刻家計子高篆體石刻「英皇御准香港賽馬會長洲東灣兒童遊樂場」

馬會早期捐款創建維多利亞公園及其內一座達至奧林匹克運動會標準的維多利亞公園游泳池，捐款建設的其他康樂設施包括：海洋公園、九龍公園、香港公園及三所公眾騎術學校（屯門、薄扶林及鯉魚門）等。香港體育學院亦由馬會斥資創辦。於1995年建成的賽馬會滘西洲公眾高爾夫球場、於2005年捐款1億300萬港元資助香港足球總會於將軍澳興建足球訓練中心、於2012年捐款4,400百萬港元贊助傑志體育會興建賽馬會傑志中心，冠名贊助賽馬會青少年足球發展計劃。馬會每年都捐款資助香港藝術節及自1969年開始由政府開辦的青少年暑期活動。
2018年舉辦第二屆「賽馬會藝壇新勢力」，邀請12個海外回航藝術單位演出音樂、戲劇、戲曲等。2016年家庭節活動。

### 教育及培訓
馬會贊助範圍包括提供全新教育設備、成立教育基金和獎學金、舉辦教師培訓計劃及推廣文化交流。1961年賽馬會官立中學落成啟用的牛津道校舍乃由馬會捐款興建。於1992年創校的香港科技大學是由馬會撥款興建。成立於1960年的香港賽馬會教育基金為有需要的中學四年級及中學五年級學生提供助學金，而成立於1998年的香港賽馬會獎學金計劃為期10年，共資助180位本地及80位內地學生在港攻讀大學課程。 2018年，香港賽馬會慈善信託基金向香港城市大學捐款五億港元資助其動物醫學及生命科學院，協助校方開辦香港首個獸醫學士學位課程。城大為答謝馬會捐款支持，將學院更名為「賽馬會動物醫學及生命科學院」，並於同年8月20日於城大校園舉行隆重典禮。出席的大學教育資助委員會主席唐家成於典禮宣布教資會會向政府建議把城大的獸醫學學士課程列為教資會資助課程。而同樣出席典禮的行政長官林鄭月娥致辭時指出，「對於教資會推薦，我是willing and happy（樂意接納）。」

### 社會服務
馬會積極提供適時而多元化的社會服務支援服務，鑒於長者日增，於2000年獲馬會捐款興建專為患有癡呆症的長者而設的賽馬會耆智園，同時亦資助提供長者護理中心及牙科診所服務。馬會撥款成立香港大學賽馬會防止自殺研究中心及和諧之家賽馬會和諧天地。早於2003年馬會便開始與社會福利署一同開展深入就業援助計劃，協助領取綜援的受助人重投就業市場。

### 醫藥衛生
馬會一直積極支持香港醫療服務的發展，撥款推動基本保健服務，改善醫療設施，各舊區常見以馬會為名的公共診所。2003年捐款5億港元，協助政府成立衛生防護中心，支持對抗及預防傳染病。

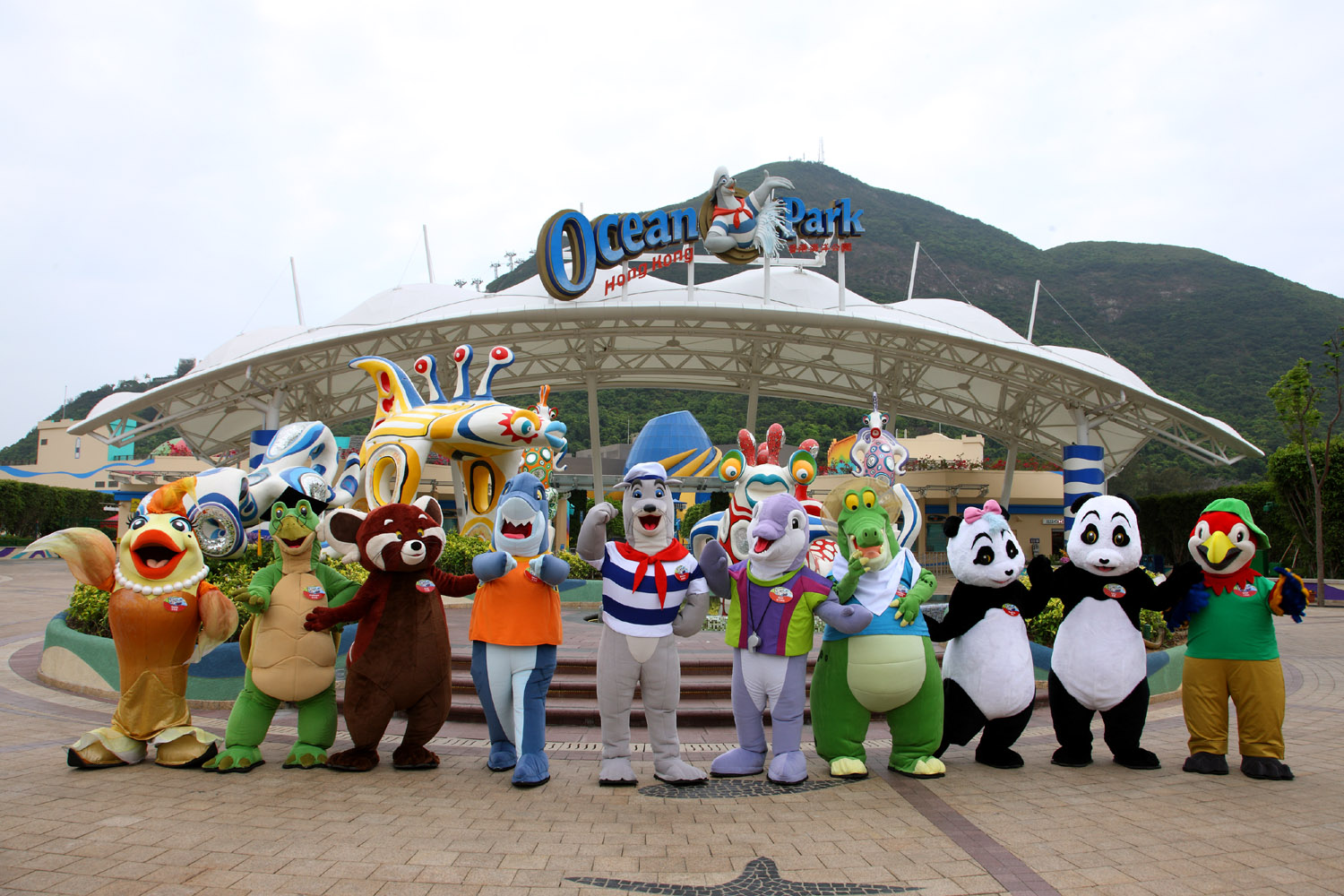
海洋公園
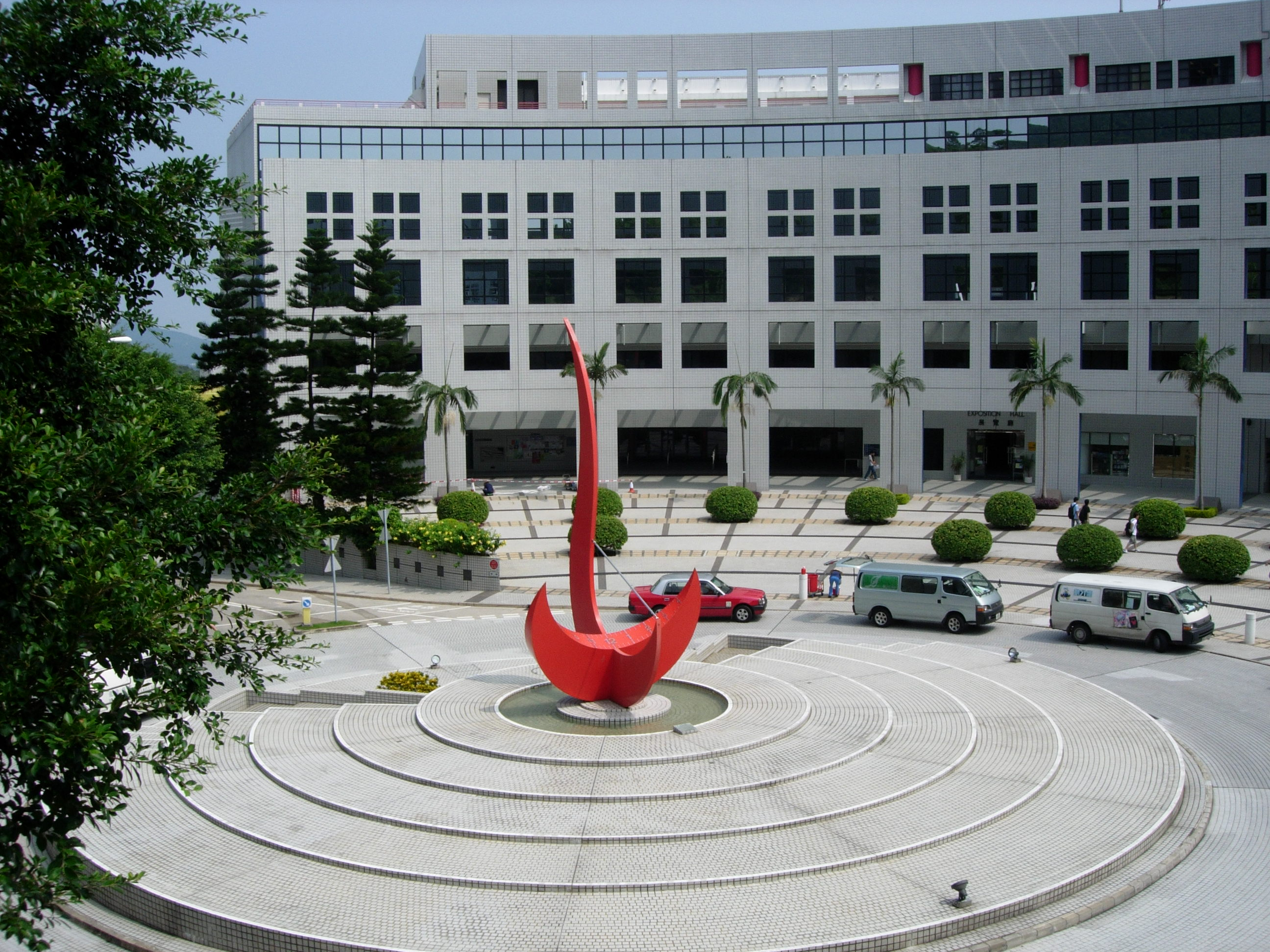
香港科技大學
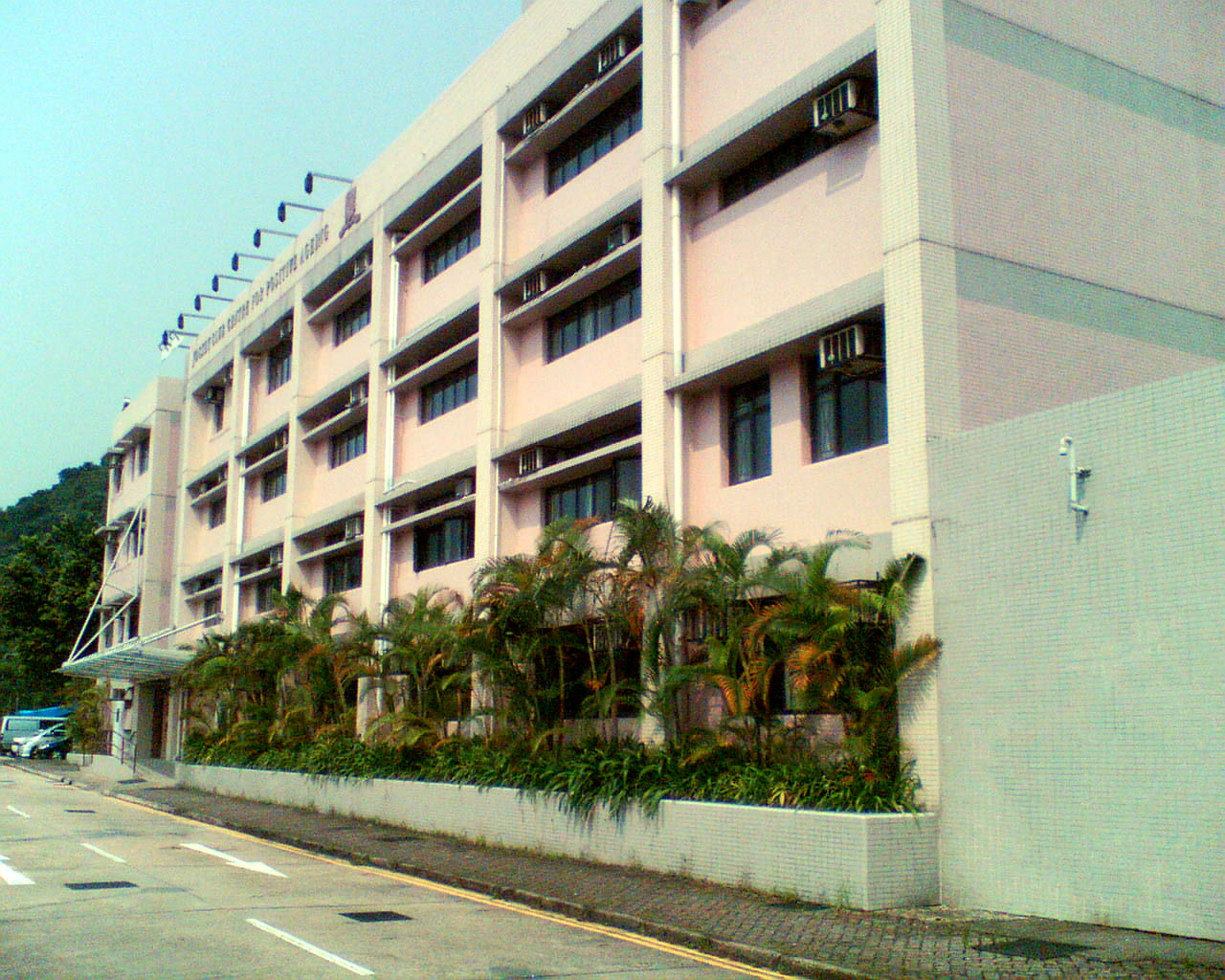
賽馬會耆智園
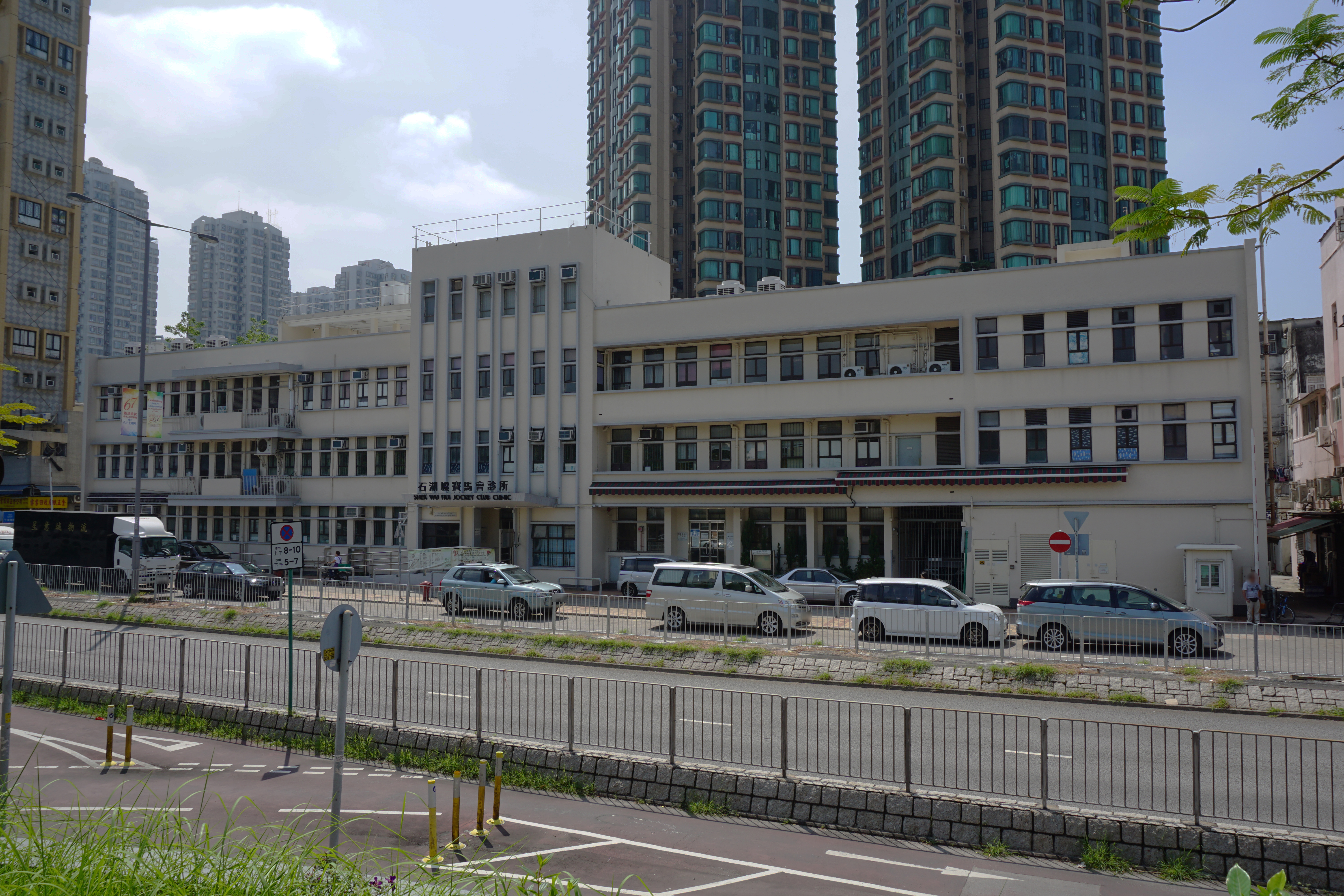
石湖墟賽馬會診所

## 海峽兩岸假冒香港賽馬會的活動
海峽兩岸都有假冒香港賽馬會的活動。
2002年至2004年4月26日，台灣有些詐騙集團會在自己以空頭公司名義印製的刮刮樂彩券上印製香港賽馬會的標誌，但並未在旁標示「香港賽馬會」中文或英文字樣。這種刮刮樂彩券會用標示假的寄件人地址的信封寄給不特定對象的收件人，無論刮的是哪一張，刮出的獎項都是港元現金（例如港幣30萬元）；雖然彩券上聲稱只有5個（或更少）得獎名額，但是所有彩券刮出的獎項都是一樣的。這種情形直到2004年4月26日，高雄市政府警察局刑事警察大隊經濟組偵破台北市敦化南路二段「優力國際行銷公司」收購及販賣個人資料，此類犯罪活動才完全消聲匿跡。
大陸經常有假冒香港賽馬會或類似名義進行六合彩的投注活動（見地下六合彩）。香港賽馬會從來沒有在香港以外地區經營六合彩投注業務，亦沒有委托其他個人或團體進行相關活動，也沒有提供任何8諮詢服務、提供中彩提示、或出版任何預測六合彩結果的刊物。

## 見習騎師和自由身騎師減磅規例

### 見習騎師
除非賽事條件另有規定，否則已獲准在賽事中策騎的見習騎師，可由他獲得批准該日開始，以及於其見習期內，按照以下幅度在任何賽事中獲得減磅：
- 勝出頭馬未足二十場，減十磅
- 已勝出二十場頭馬但未足四十五場，減七磅
- 已勝出四十五場頭馬但未足七十場，減五磅
- 已勝出七十場頭馬但未足九十五場，減三磅
- 已勝出九十五場頭馬，減兩磅

與現行準則一樣，在考慮一名見習騎師所獲的減磅資格時，他以見習騎師身分在香港特區以外地方勝出的賽事，只有分級賽或表列賽，始會用以計算減磅幅度。當見習騎師在27歲前已贏得七十場頭馬，就會畢業成為自由身騎師。即使見習騎師年屆27歲而尚未取得七十場頭馬，也有可能會獲得香港賽馬會特準而晉升成為自由身騎師。

### 自由身騎師
除非賽事條件另有規定，否則自由身騎師可由他獲發牌照該日開始，按照以下幅度在任何平地賽事中獲得減磅：
- 勝出頭馬未足二十場，減十磅
- 已勝出二十場頭馬但未足四十五場，減七磅
- 已勝出四十五場頭馬但未足七十場，減五磅
- 已勝出七十場頭馬但未足九十五場，減三磅
- 已勝出九十五場頭馬但未足二百五十場，減兩磅
- 已勝出二百五十場頭馬，無需減磅

在考慮一名自由身騎師在香港特區所獲的減磅資格時，他以騎師或見習騎師身分在香港特區以外地方勝出的賽事，只有分級賽或表列賽，始會用以計算減磅幅度。

## 子公司
- 香港馬會賽馬博彩有限公司
- 香港馬會足球博彩有限公司
- 香港馬會獎券有限公司
- 競駿會有限公司

## 租约
跑马地马场占地面积为92,000平方米，位于内地第8847号地，根据政府资助的私人娱乐租约。该租约始于1884年，目前将于2034年6月23日到期。
据《Hong Kong Free Press》于2021年9月报道，赛马会违背了早期的承诺，不愿将跑马地马场的土地与沙田的土地进行交换。